# Державний музей (Амстердам)
Державний музей або Рейксмузей (нід. Rijksmuseum Amsterdam, МФА: [ˈrɛi̯ksmyˌzeːjʏm]) — нідерландський національний музей. Міститься в Амстердамі на Музейній площі (нід. Museumplein). Постійна експозиція музею включає значну колекцію шедеврів золотої доби голландського живопису, а також різноманітну графіку, скульптуру, зразки декоративного мистецтва тощо.
2015 року музей здобув звання Європейського музею року.

## Заснування
Музей було засновано 1800 року у Гаазі за французьким прикладом. На той час мав назву Національної мистецької галереї (нід. Nationale Kunst-Gallerij) та представляв колекції голландських губернаторів. 1808 року з наказу короля Голландії Луї Бонапарта музей перевезено до Амстердама, а до його колекції долучено полотна, що були у власності міста.

## Будівля
Музей займає власне приміщення, побудоване у 1885 р. в історичному стилі з елементами готики (архітектор Петрус Кейперс). Рейксмузеум розташований в культурному районі столиці, де також містяться консерваторія, Міський музей сучасного мистецтв, музей ван Гога.
Східне крило будівлі повністю віддано під музей історії Голландії. Складовою частиною крила є розташована на першому поверсі секція історії Нідерландів, що охоплює період розвитку країни з XV до початку XX ст.

## Головні відділи
- картинна галерея (Якопо Бассано, Тінторетто, Карло Крівеллі, Гаспаро Діциані, Алессандро Маньяско, Ван Дейк , Рубенс тощо)
- відділ скульптур
- декоративно-ужиткове мистецтво (меблі, порцеляна Делфта, порцеляна Китаю і Мейсена, вироби майстрів Середньовіччя, ювелірні вироби)
- відділ мистецтва Китаю, Японії, Індії та колишніх колоній Голландії в Азії
- кабінет гравюр,
- бібліотека.

## Експозиція
Експозицію розгорнуто в більш ніж 260 залах. Славу національного відділу Амстердамського Державного музею складають чотири майстри живопису: Франс Галс, Ян Стен, Рембрандт і Ян Вермер. Рейксмузеум налічує чотири полотна одного з цих найзначніших художників Нідерландів Яна Вермера Делфтського (1632—1675), яка є серед найбільших колекцій цього майстра у світі.

## Колекція
Сучасна колекція музею включає полотна Якоба ван Рейсдала, Франса Галса, Яна Вермера, а також Рембрандта та його учнів. Збірка митців Італії невелика, переважають майстри венеційської школи, де є твори Чіма да Конельяно, Джованні Белліні, Мороні, Паоло Веронезе, Луки Сіньйореллі, Паріса Бордоне, Гаспаро Діциані, Гарофало, П'єтро Лонгі, майстрів-анонімів з провінційних містечок. В мистецьких колекціях головують не картини італійців чи французів, а твори національних художників.

### Північне відродження і маньєризм

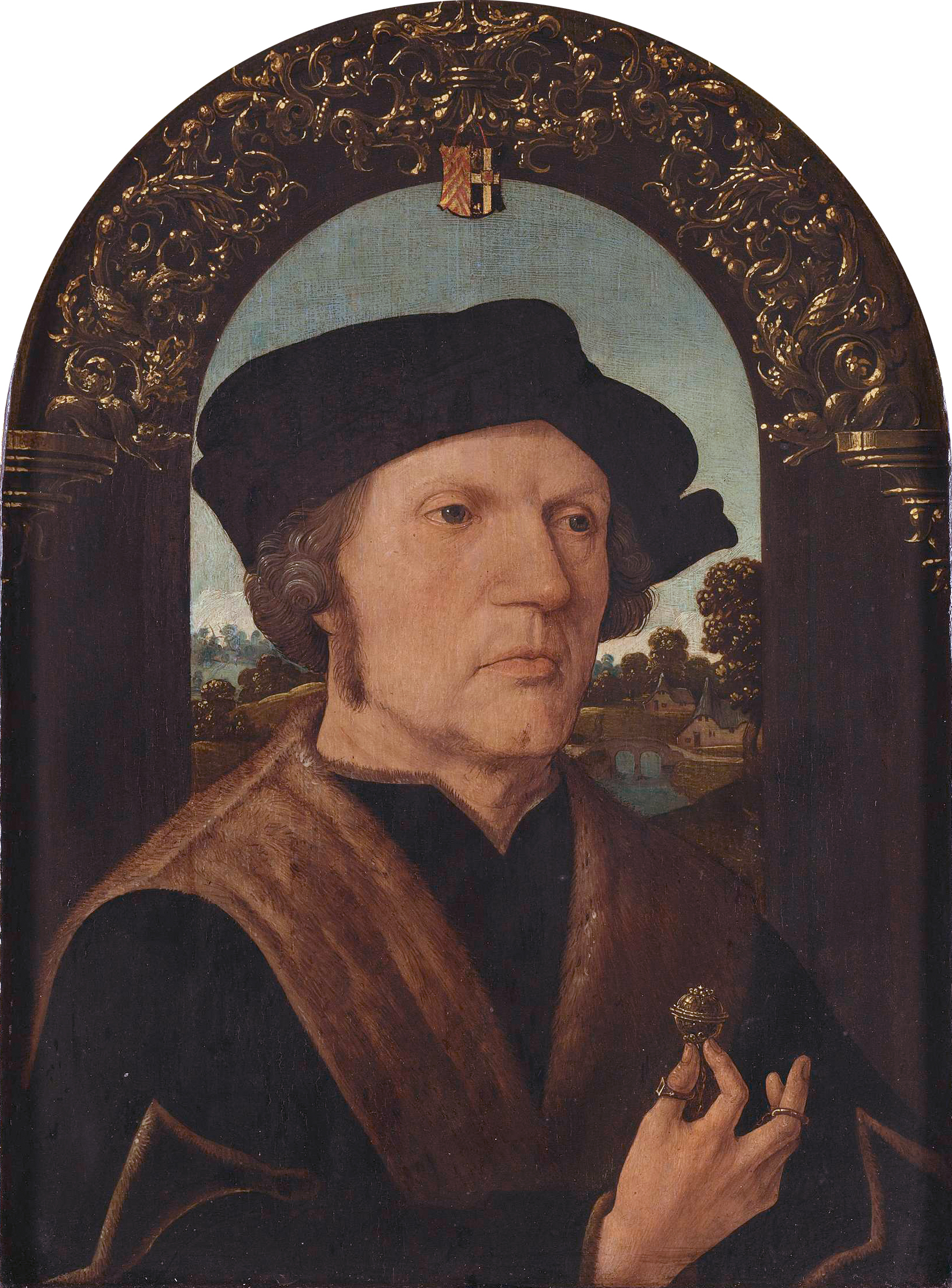
Якоб Корнеліс ван Остзанен. «Ян Геррітс ван Егмонд», бл. 1518 р.
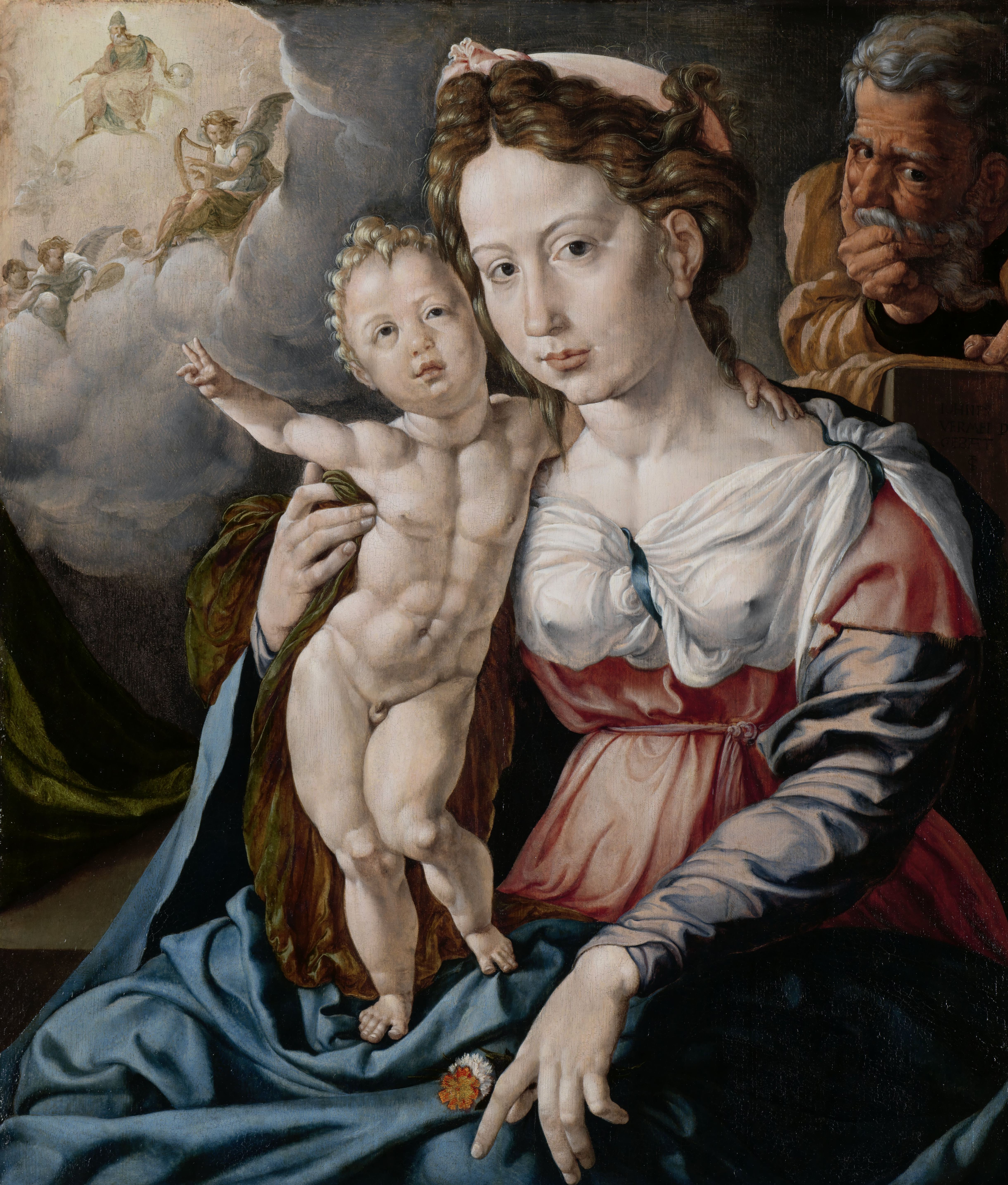
Ян Корнеліс Вермеєн, «Свята Родина», до 1529 р.
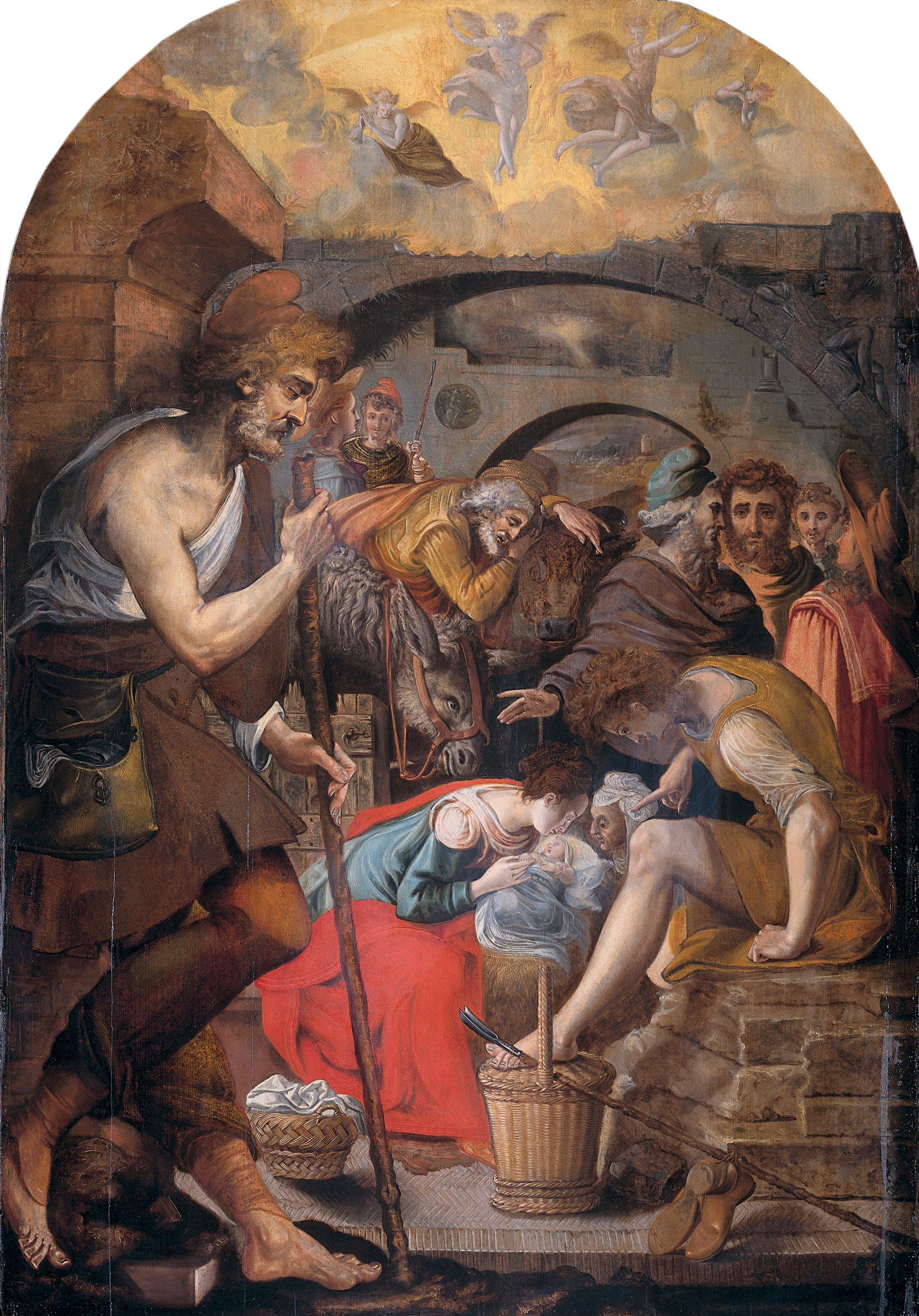
Антоній ван Блокланд. «Різдво Христове» або «Поклоніння пастухів», до 1572 р.

### Картини Яна Вермера

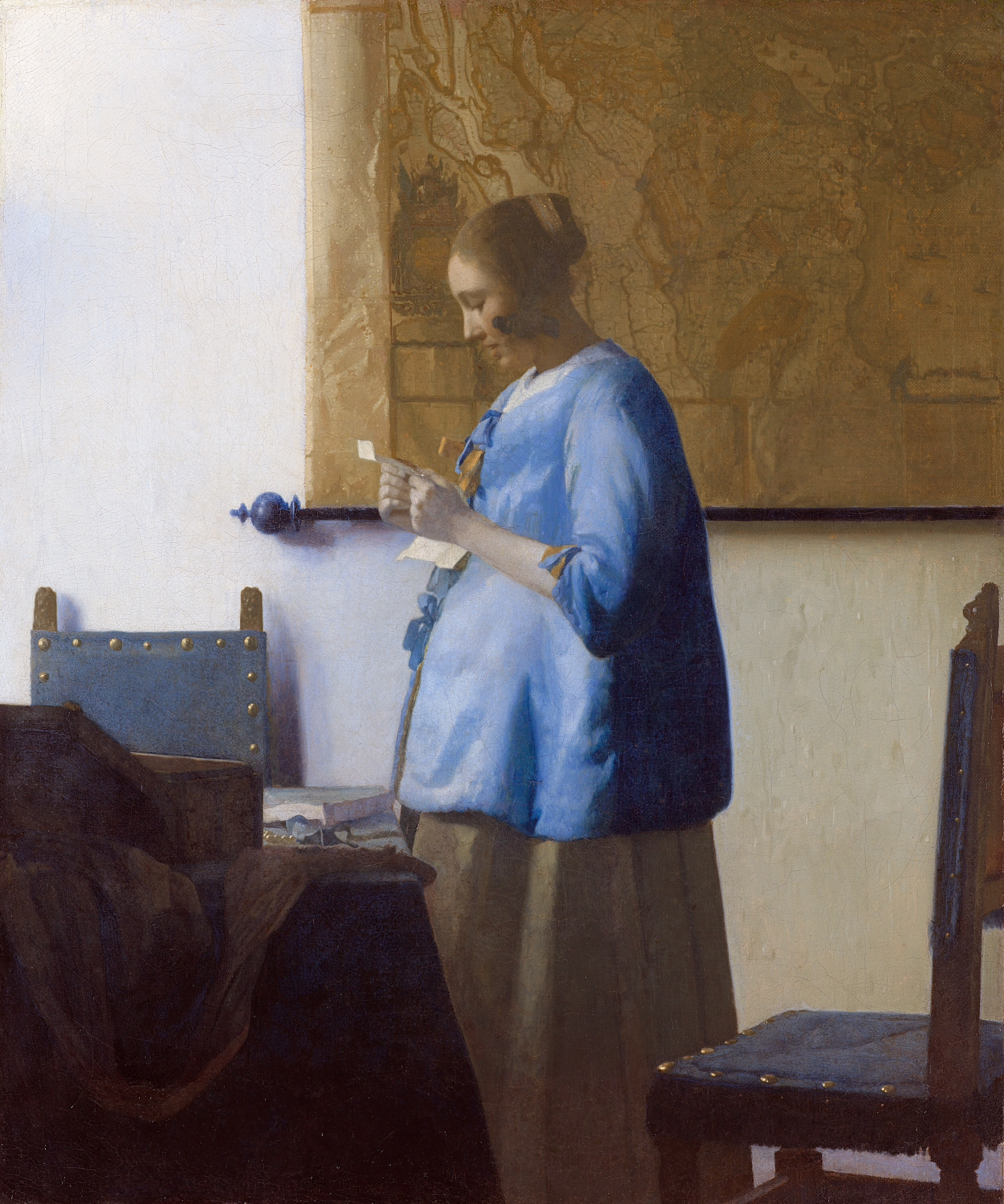
«Пані в блакитному читає листа»
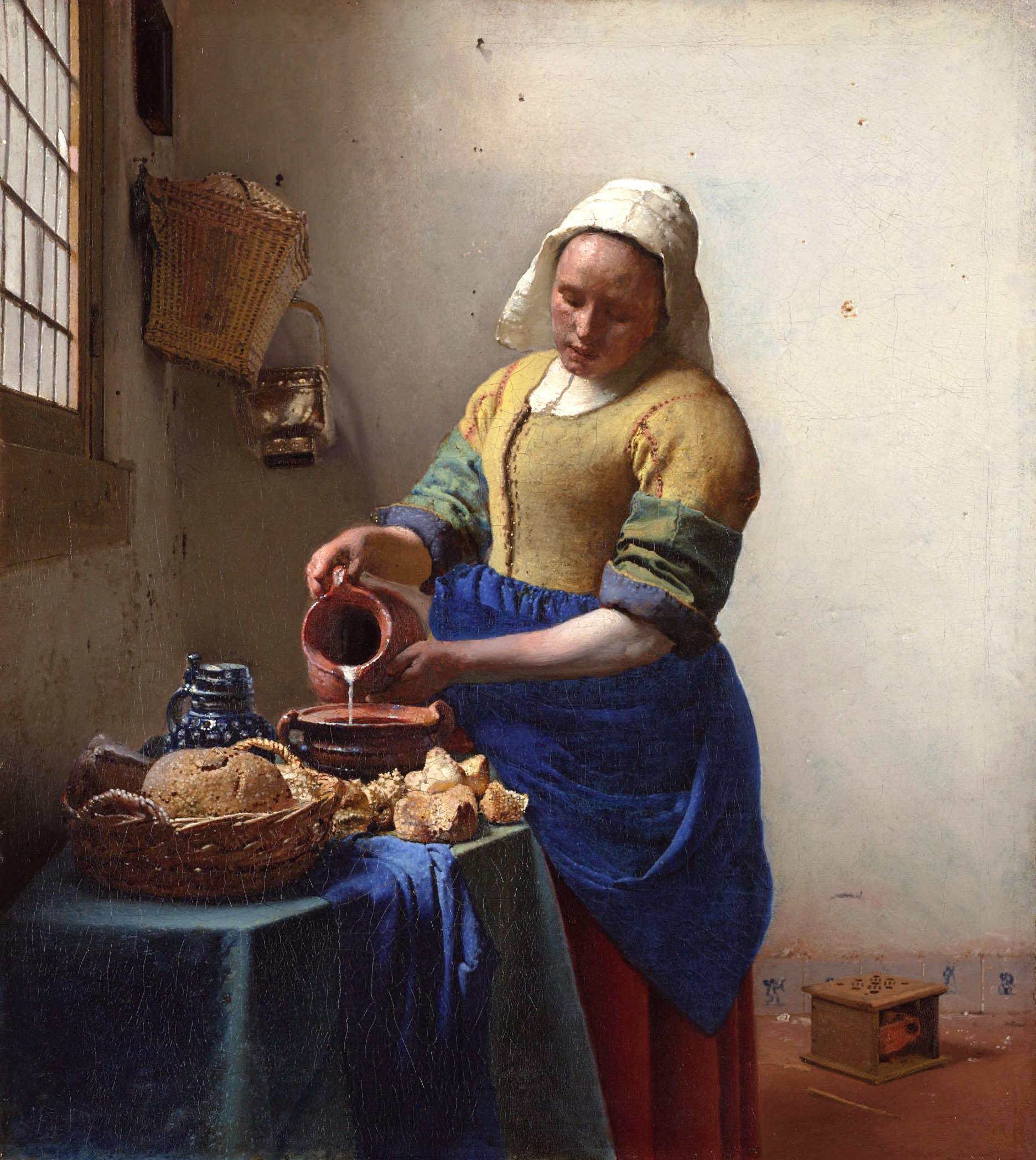
Ян Вермер, «Молочниця», 1658
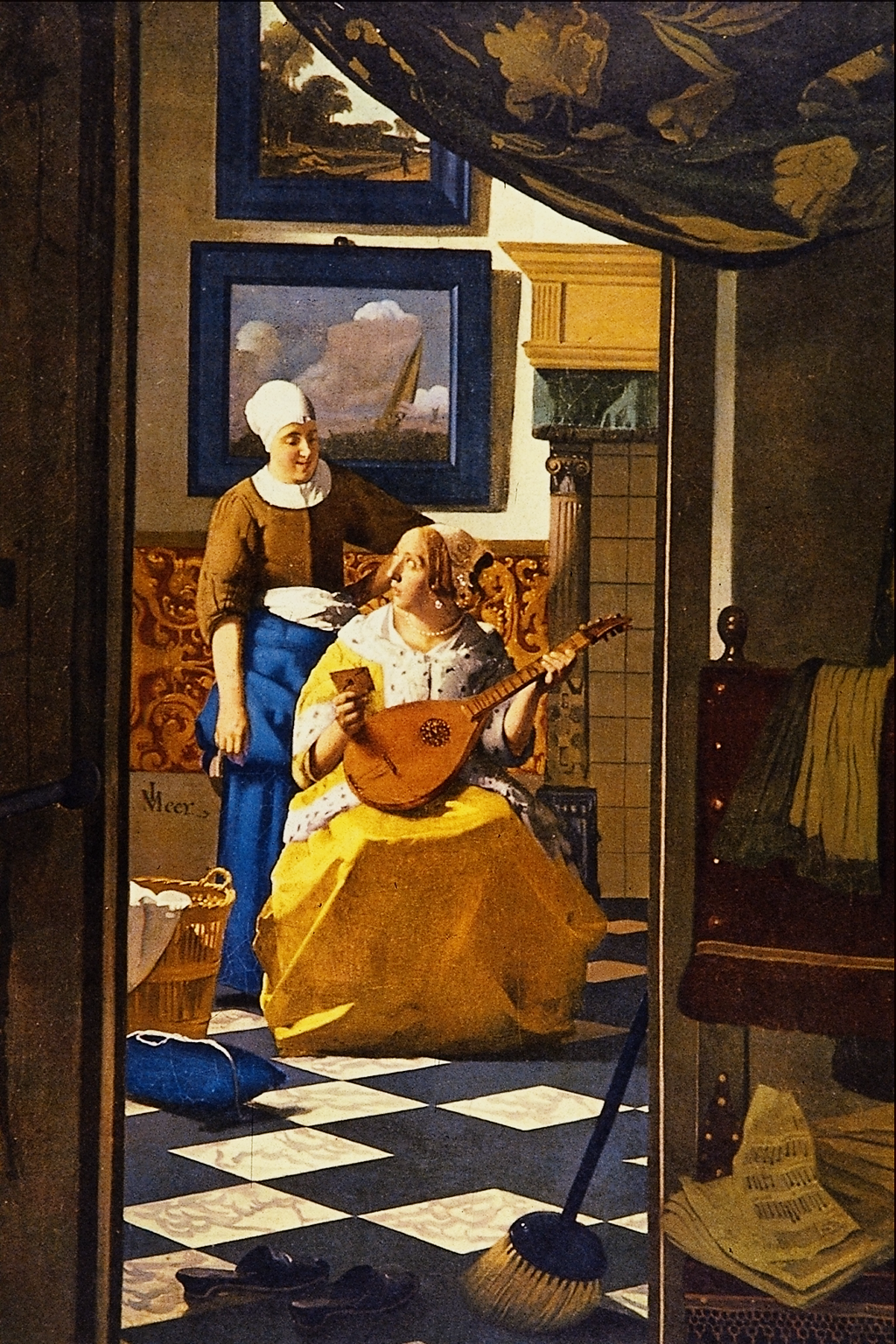
Лист від коханого

### Картини Франса Галса

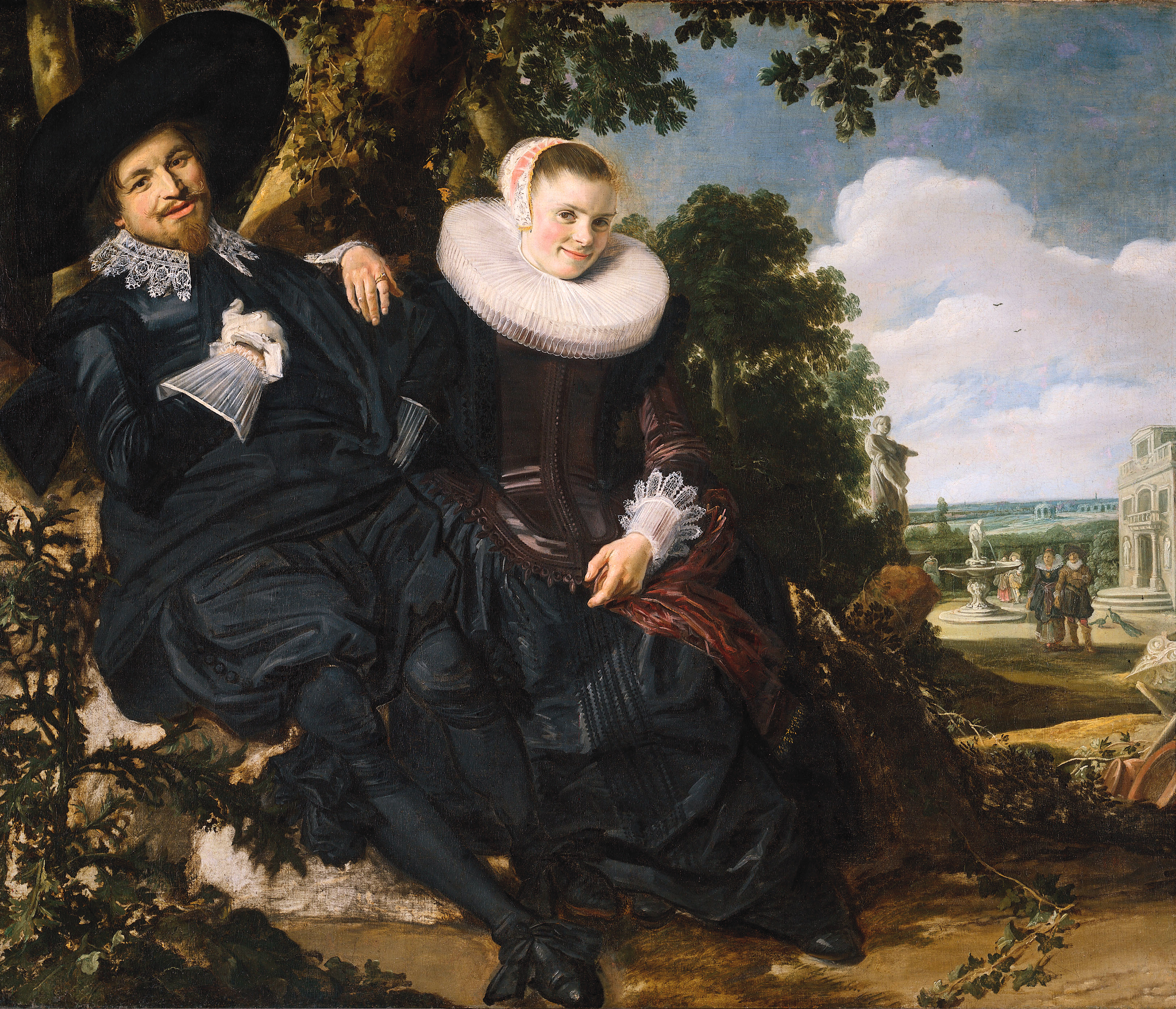
Франс Галс, «Родинний портрет Ісаака Масси і його дружини Беатрікс», 1622

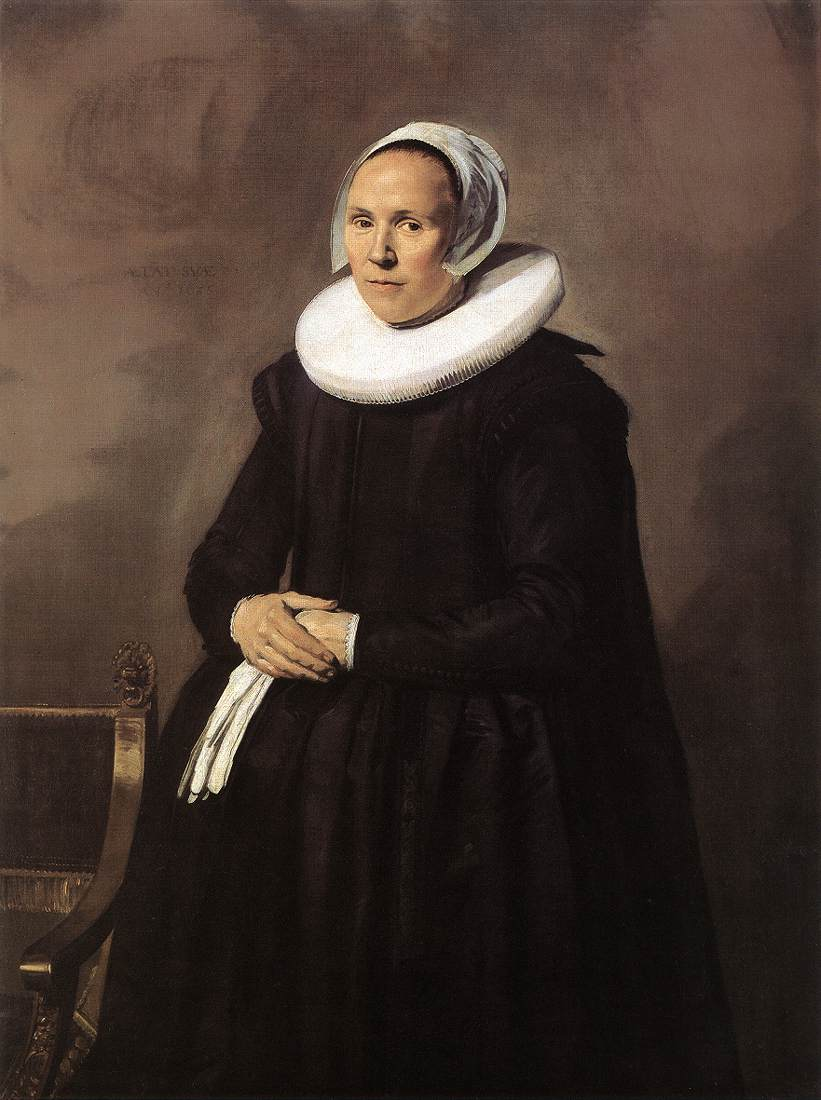
Фейнтьє ван Стенкіст
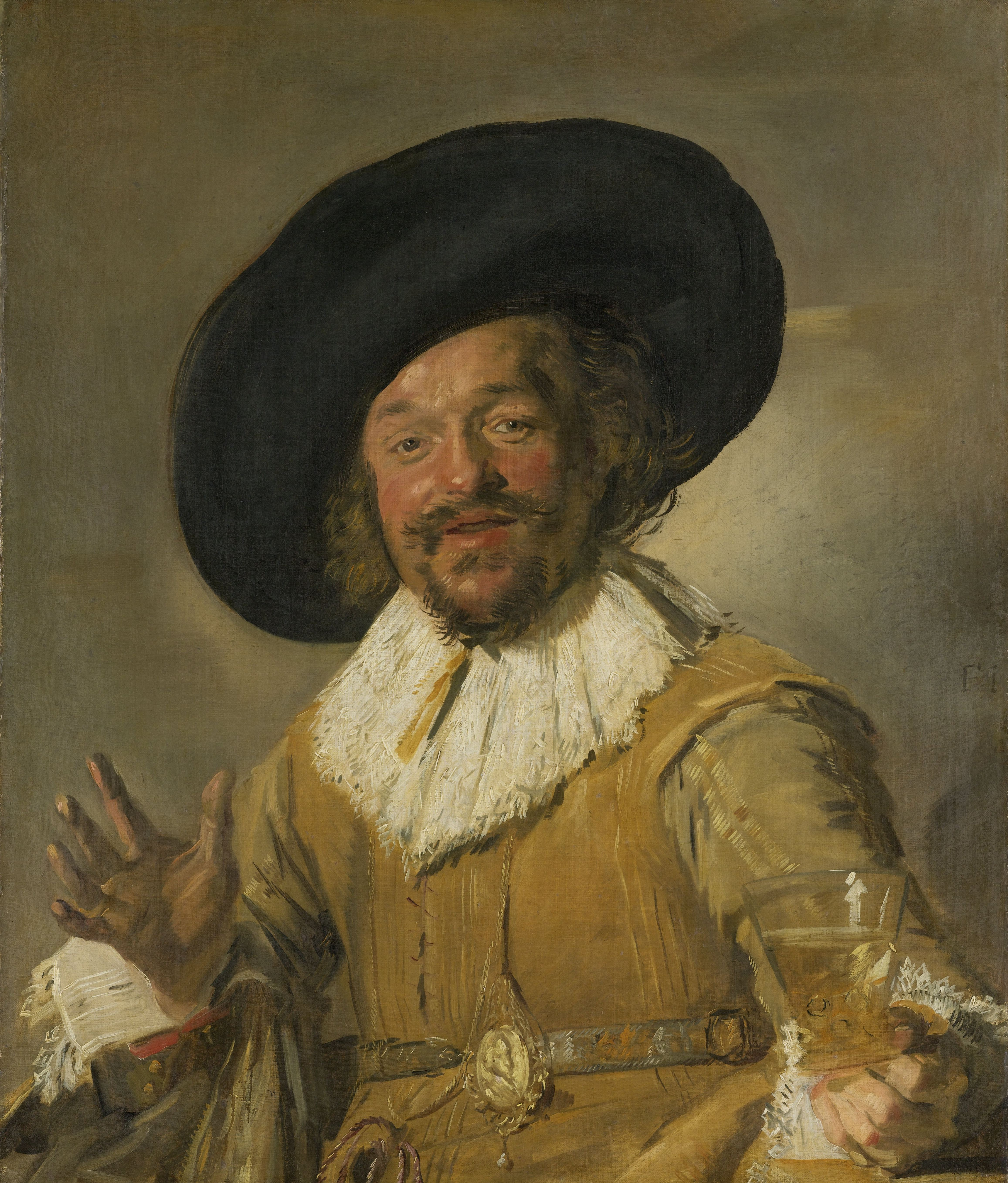
«Приятель стакану»
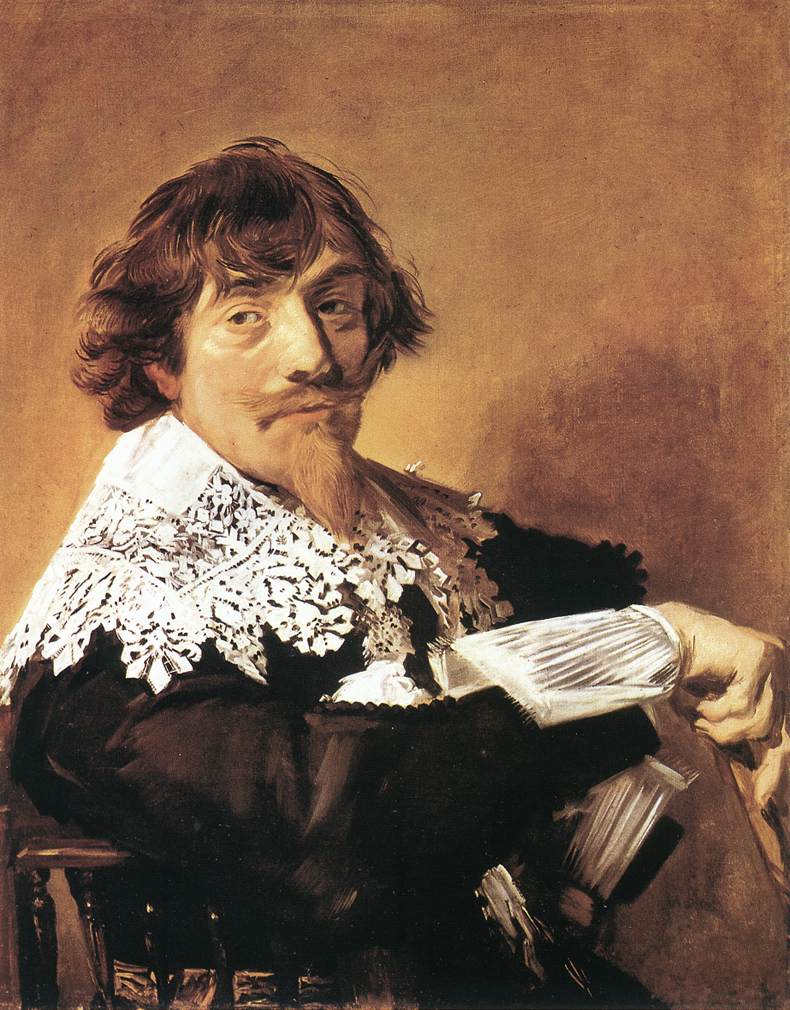
Ніколас Гасселар
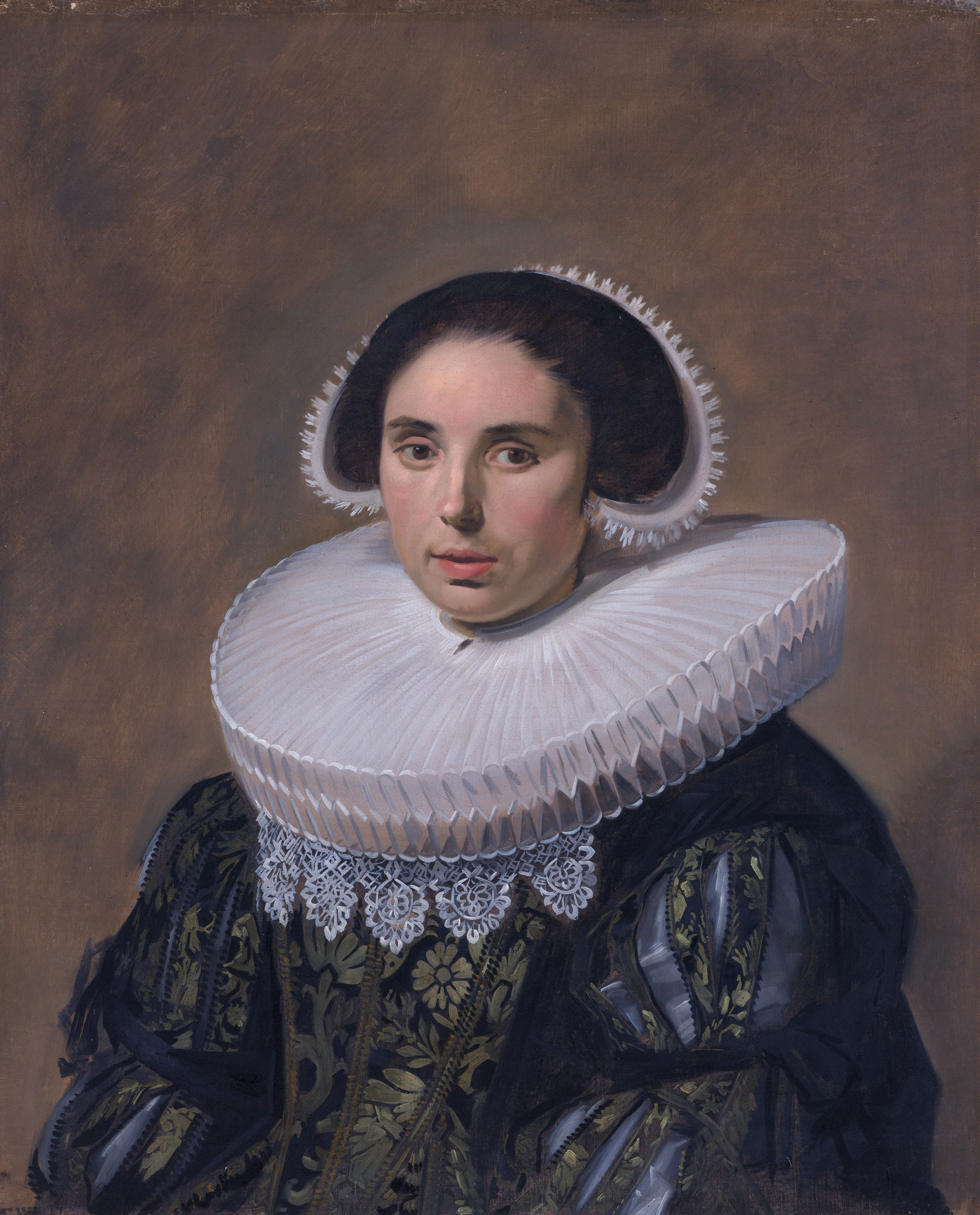
Сара Волфартс ван Дімен

### Голландські майстри 17 століття

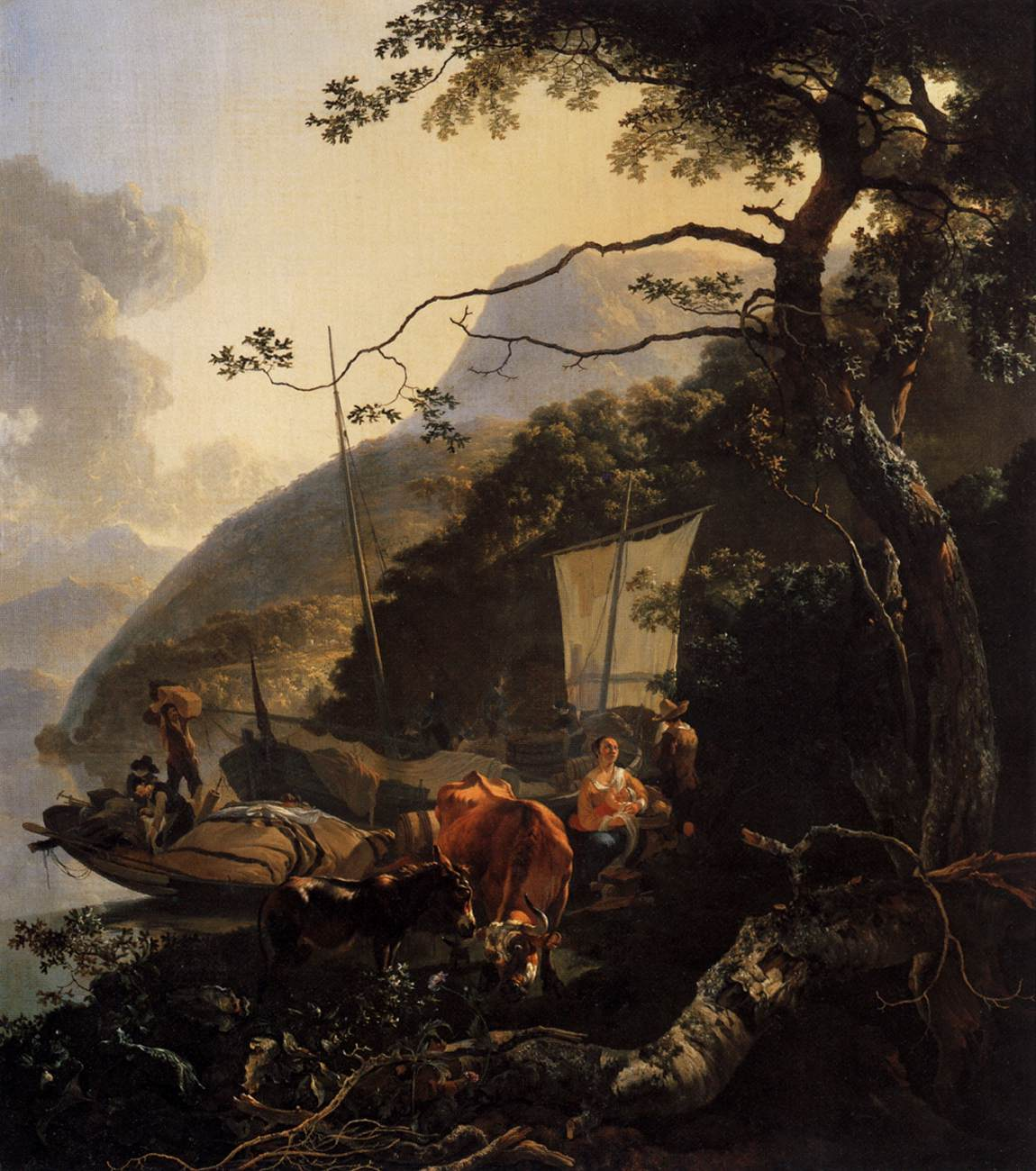
Худ. Адам Пейнаккер. «Човни біля берега озера»

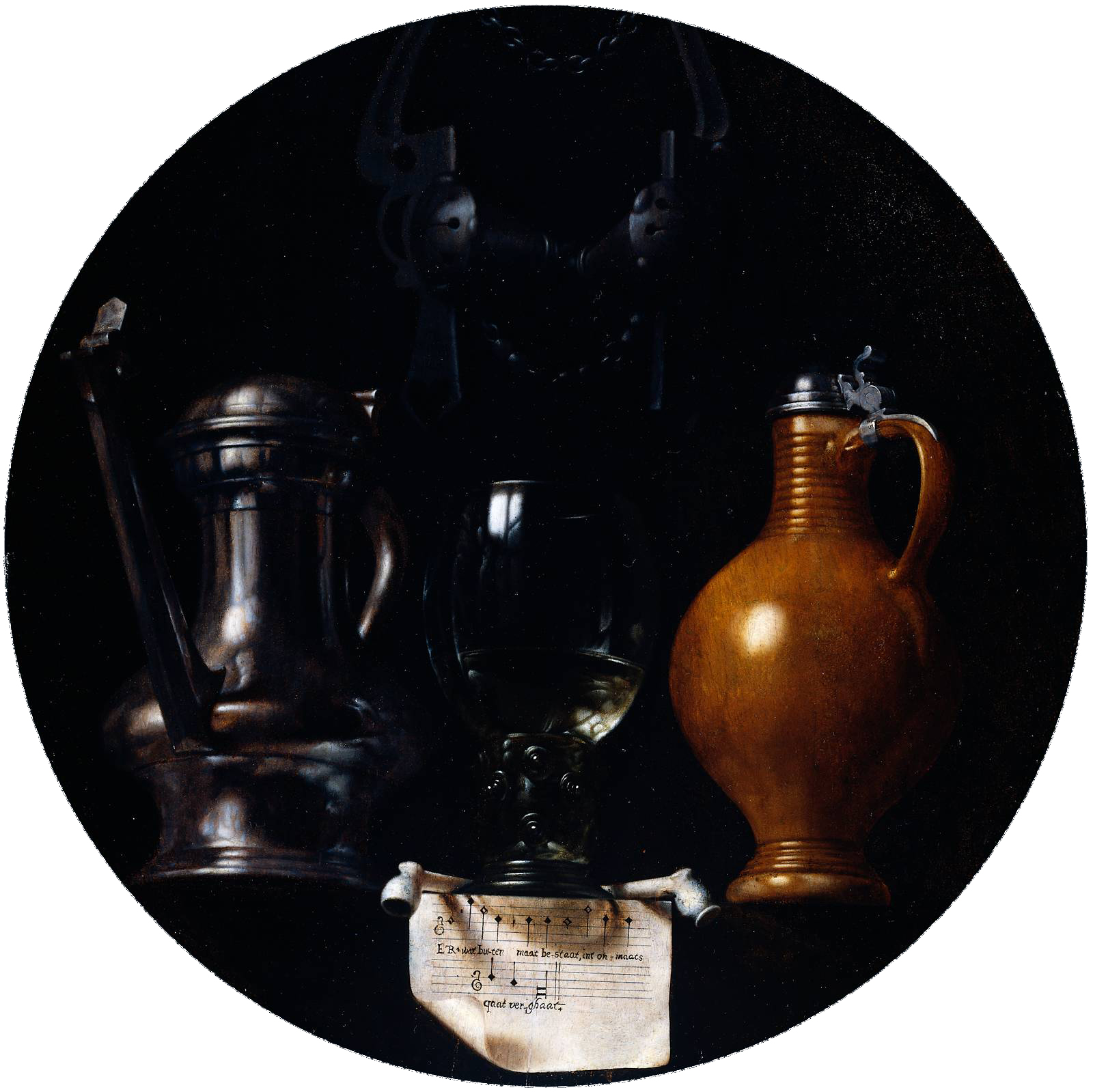
Йоханнес Торрентіус. Емблематичний натюрморт.

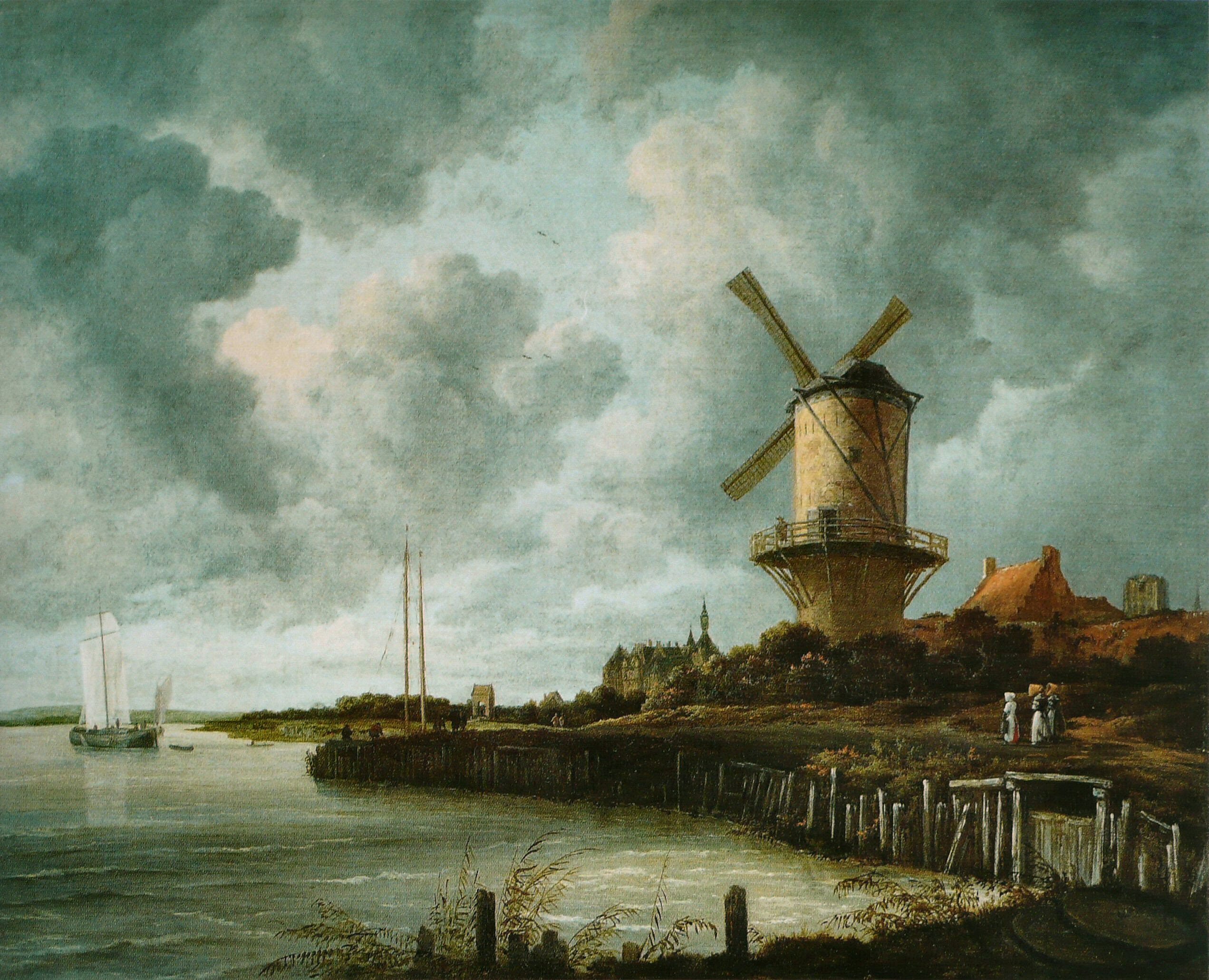
Якоб ван Рейсдал, «Вітряк у Вейк-бей-Дюрстеде», 1670
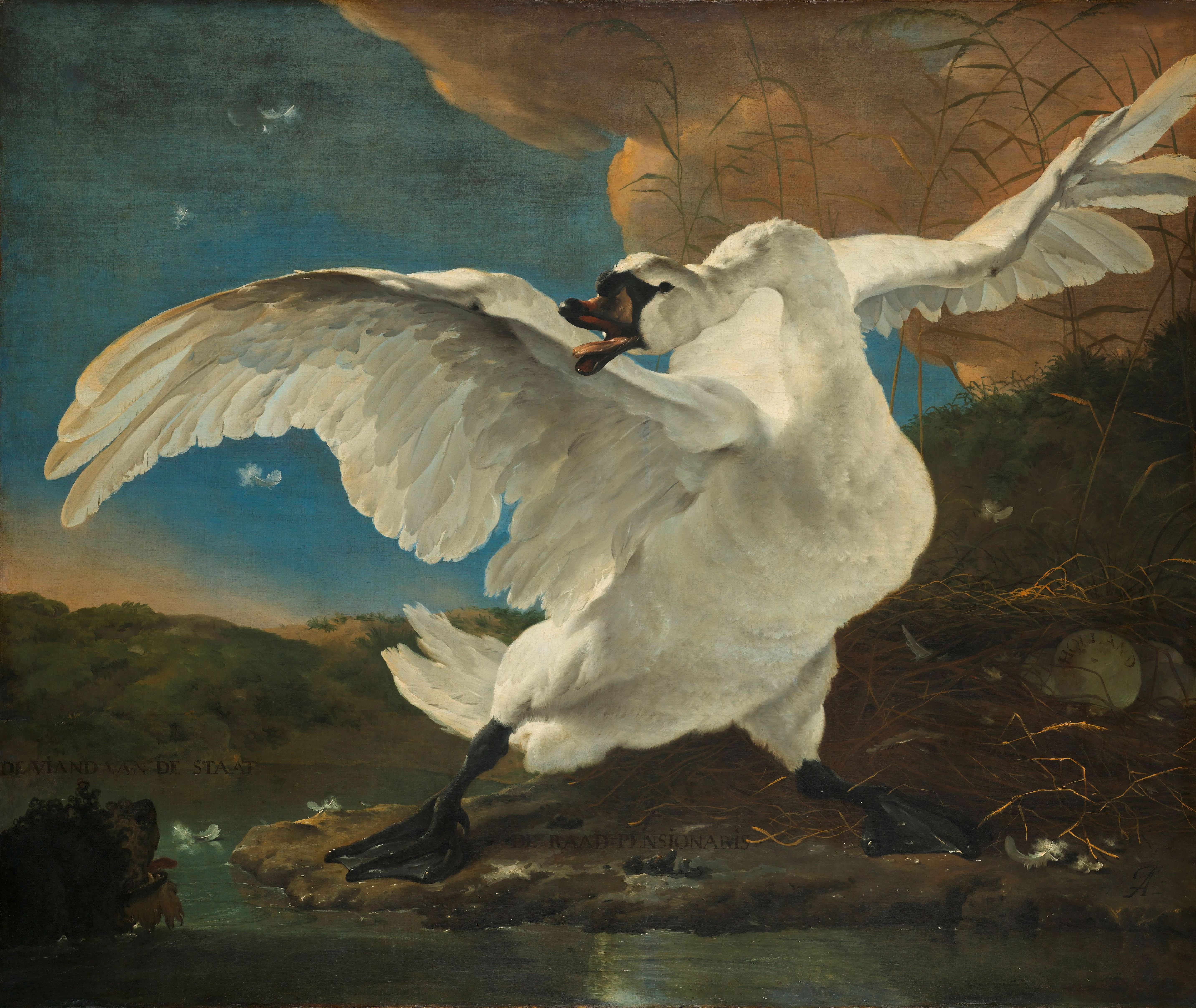
Ян Асселейн. «Лебідь захищає гніздо»
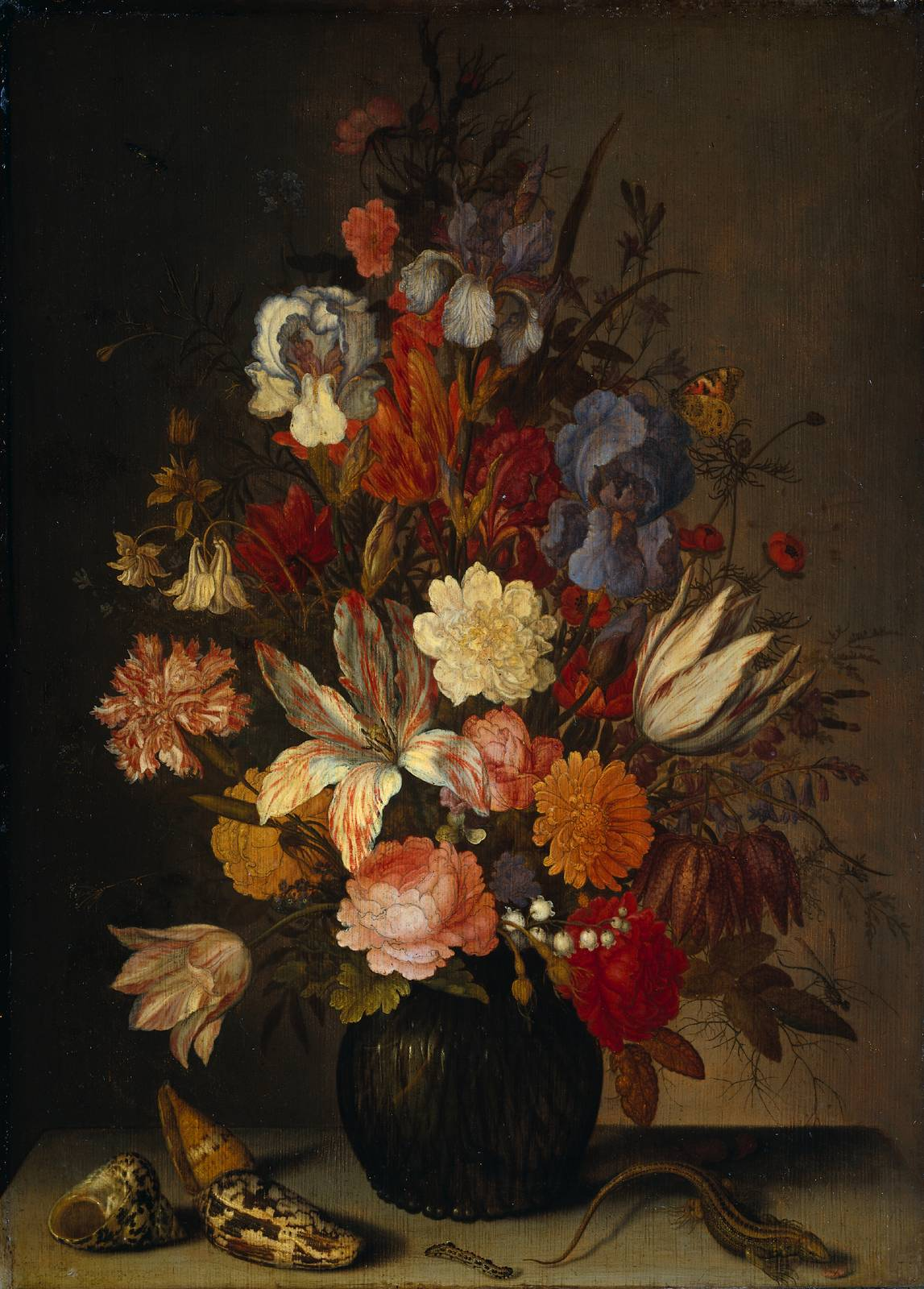
Балтазар ван дер Аст, «Квіти, мущлі і ящірка», 1658
Рембрандт, «Нічна варта», 1642

### Скульптури в збірці

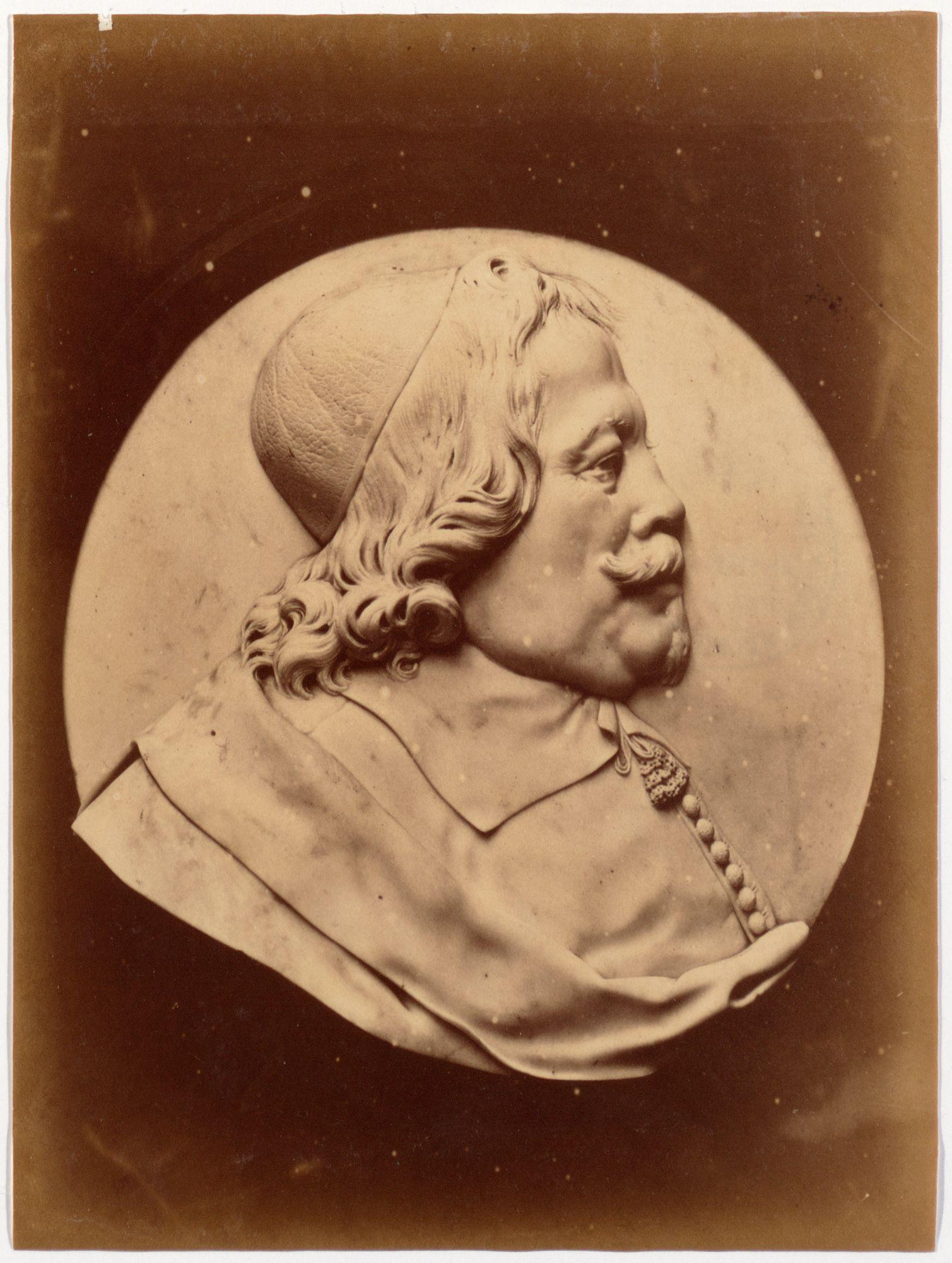
Ск. Артус Квеллінус Старший. «Корнелс де Греф», 1660 р., рельєф
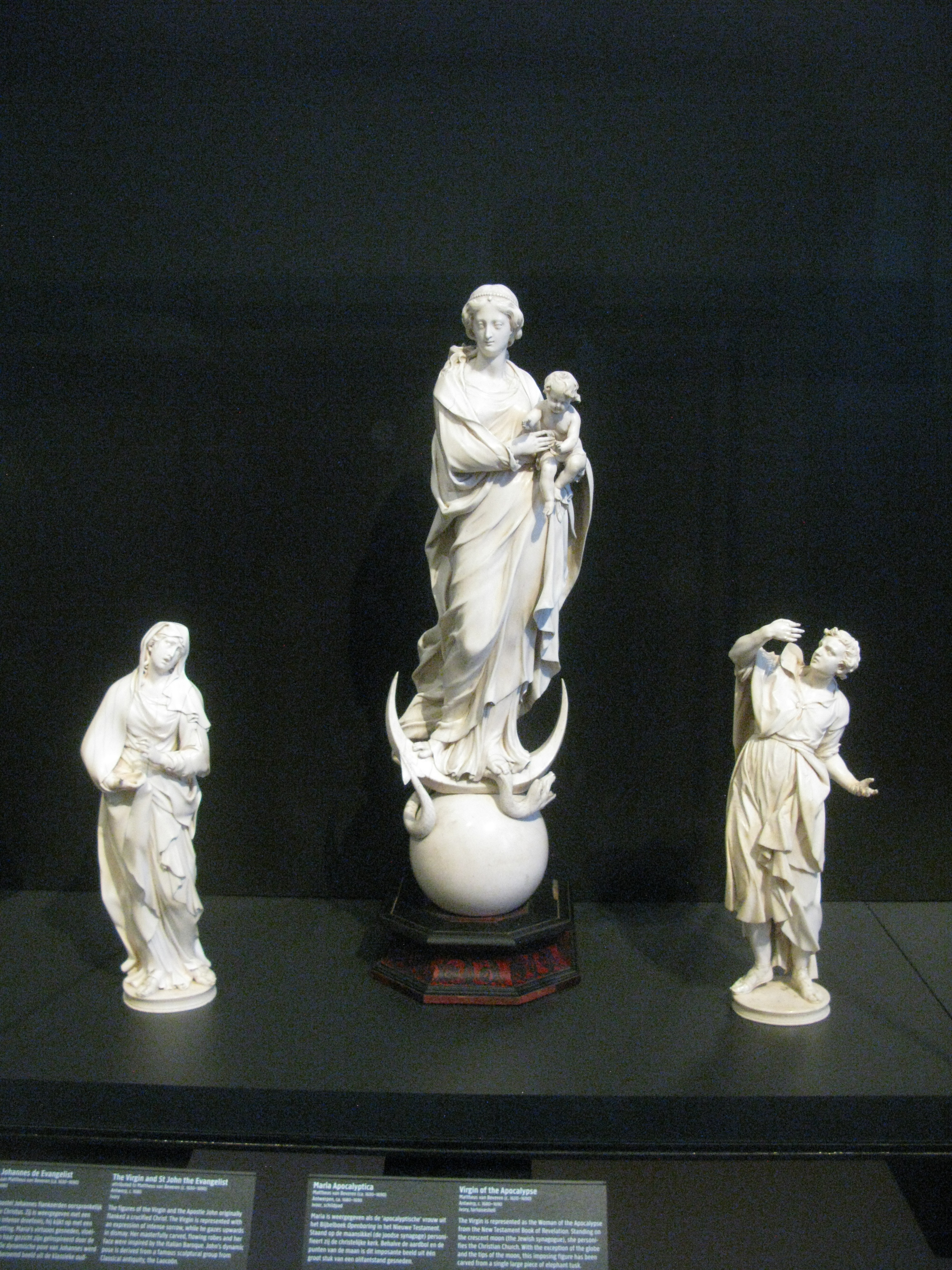
Маттеус ван Беверен. Релігійні скульптури зі слонової кістки.
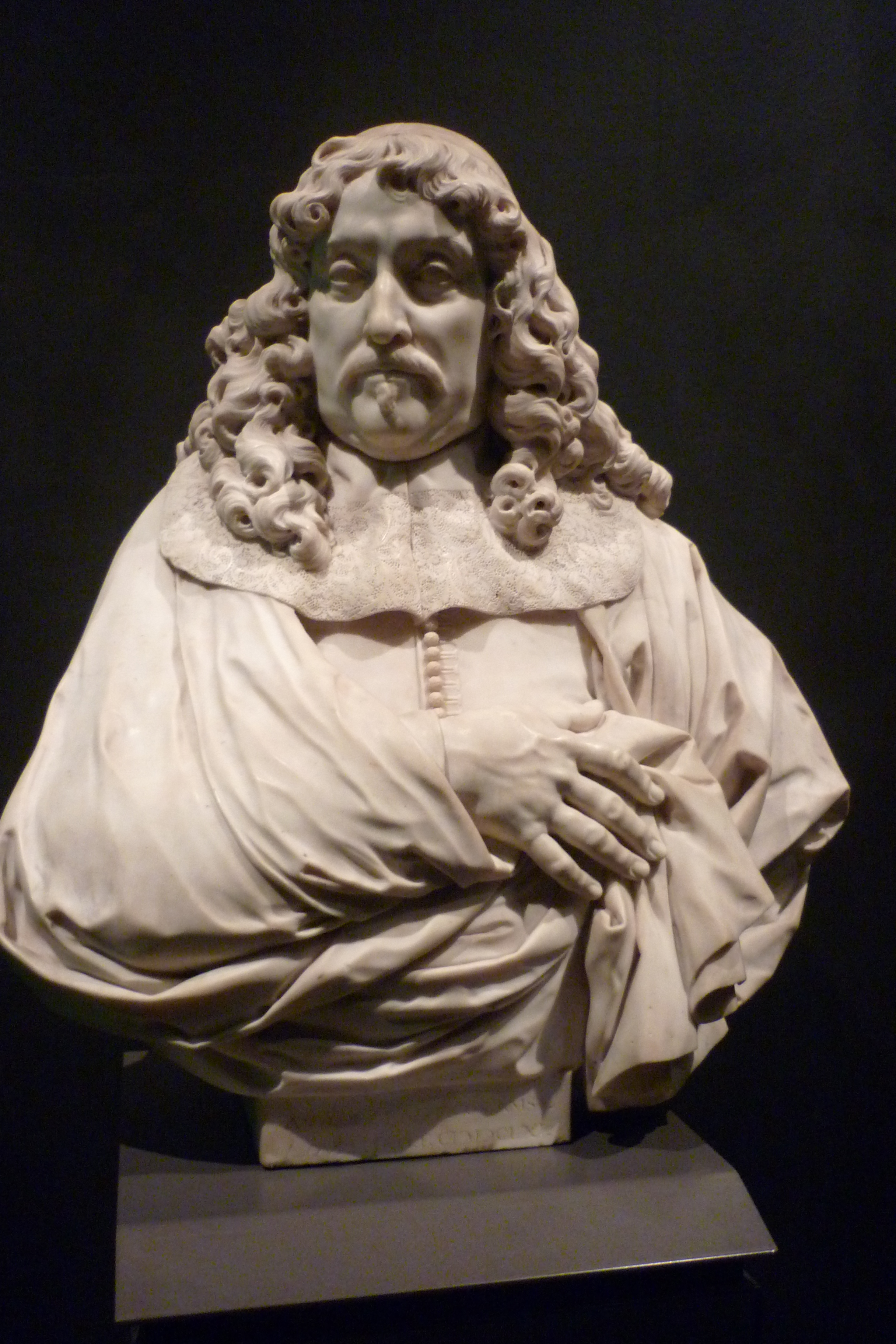
Ск. Артус Квеллінус Старший. «Ендріс де Греф», погруддя, 1661 р. , Державний музей (Амстердам)

### Художники Італії

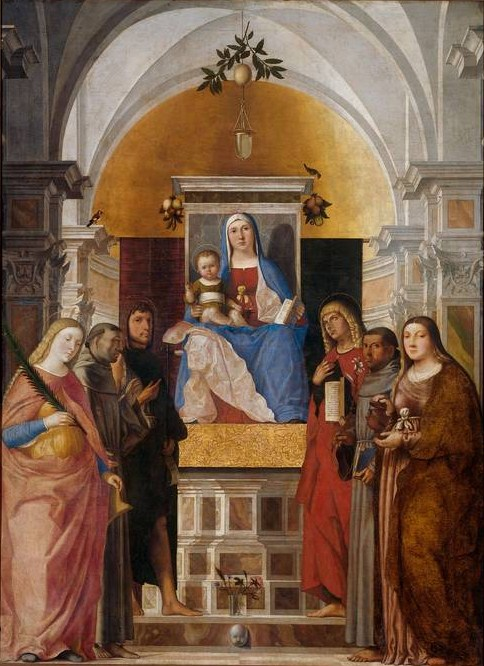
Марчелло Фоголіно. «Мадонна з немовлям на троні і святими», бл 1520 р.

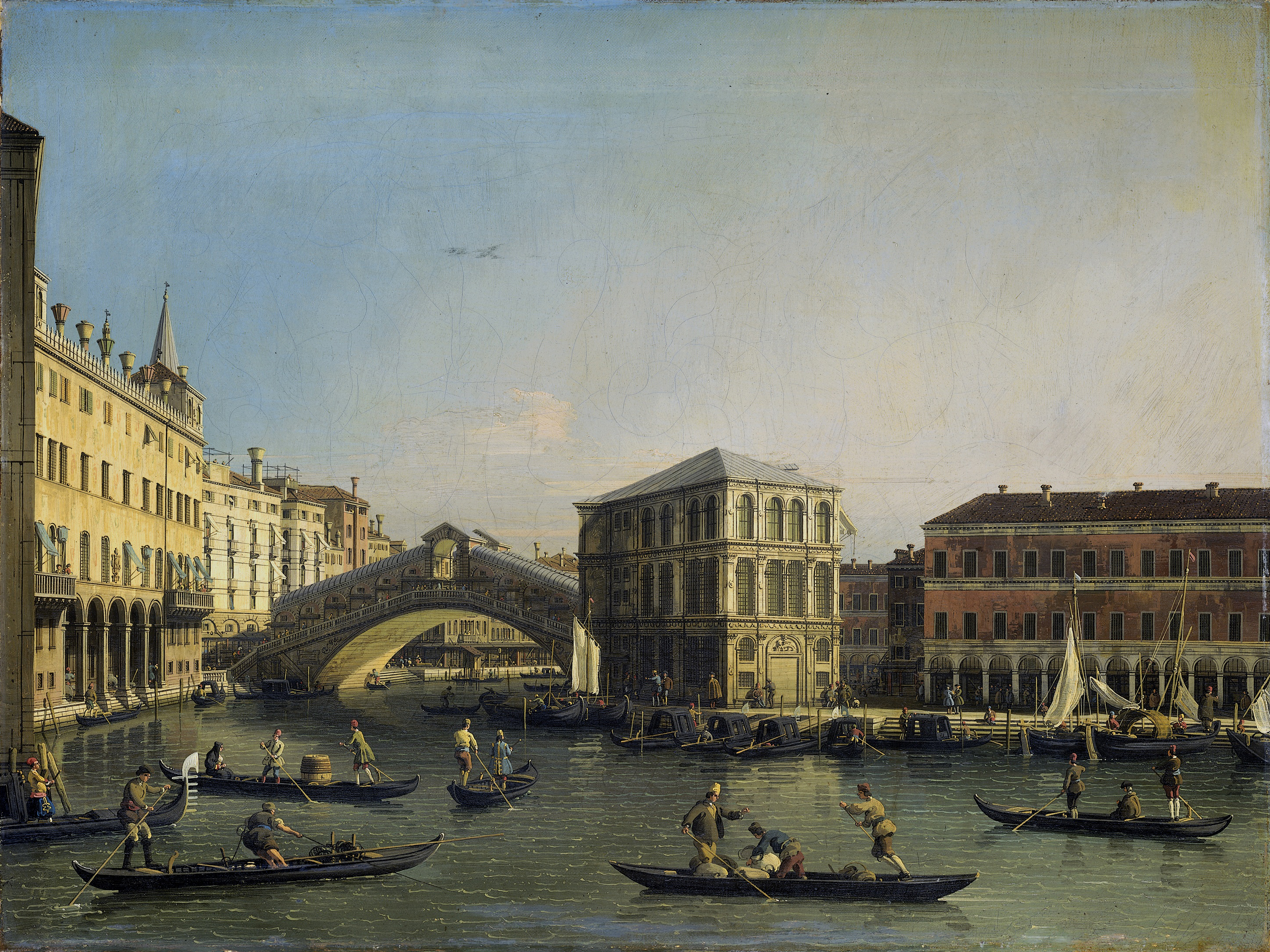
Каналетто. «Венеція. Канал Гранде та міст Ріальто».

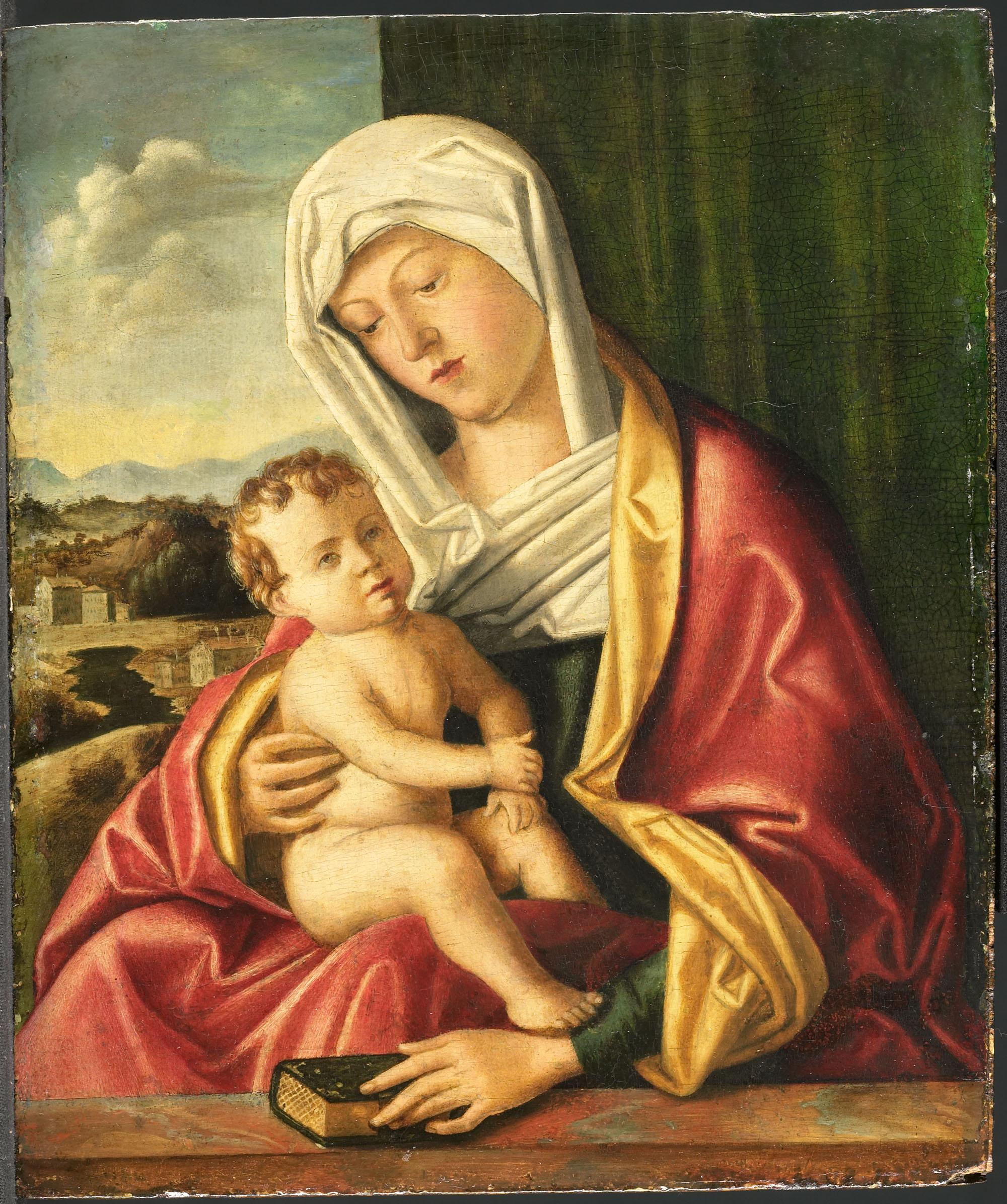
Чіма да Конельяно, «Мадонна з немовлям»
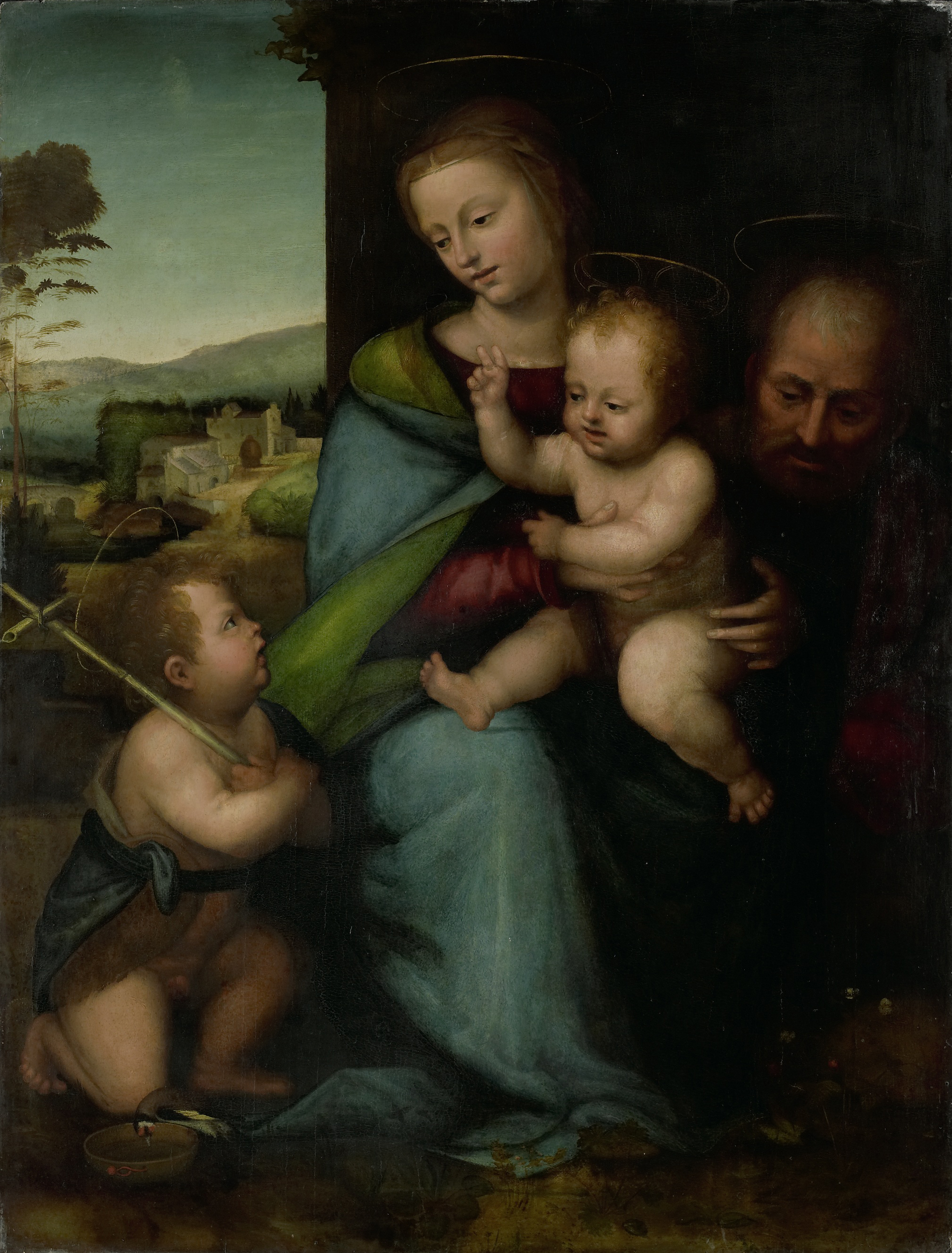
Фра Бартоломео, «Св. Родина з Іваном Хрестителем»
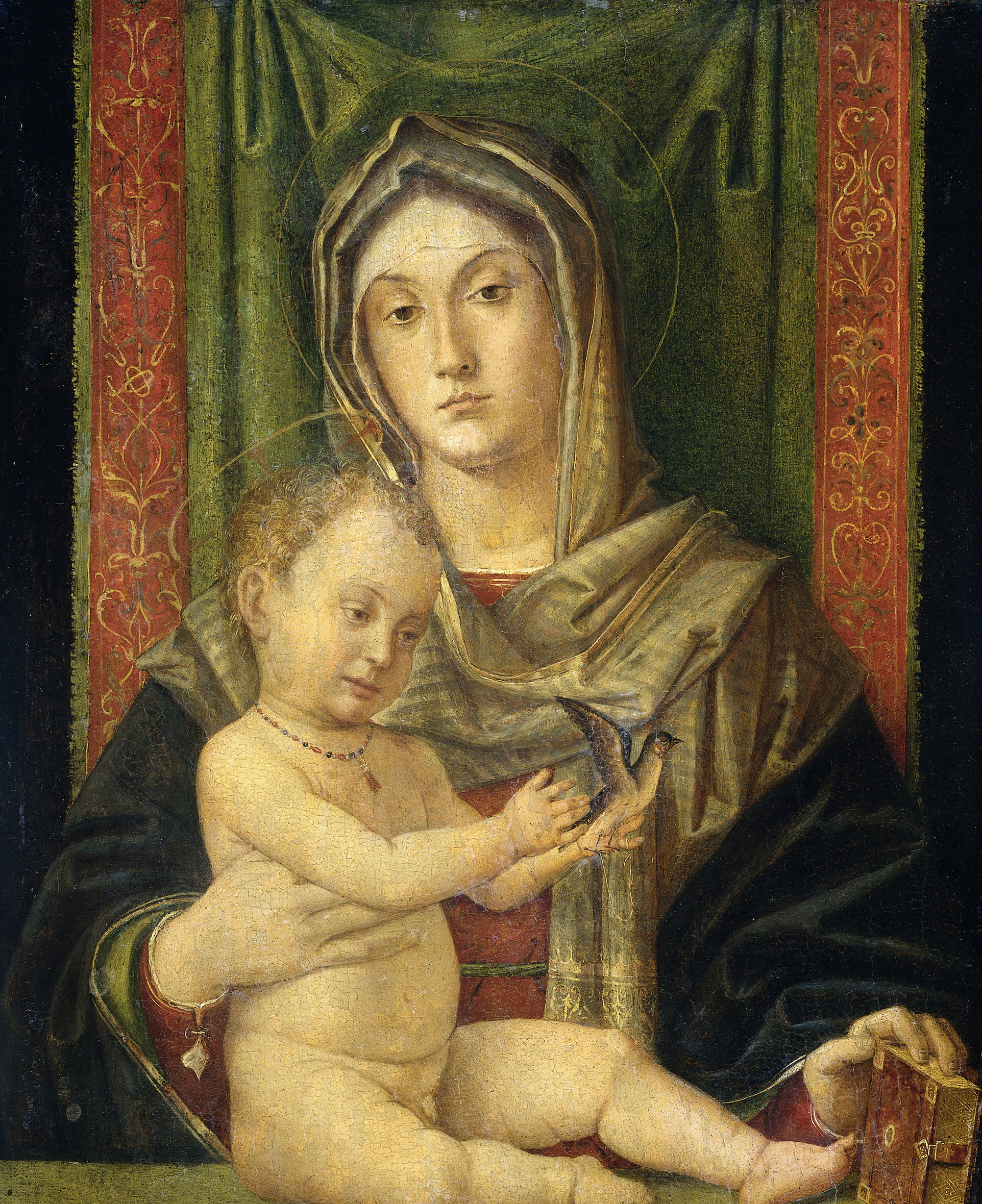
Бартоломео Монтанья. «Мадонна з немовлям», до 1510 р.
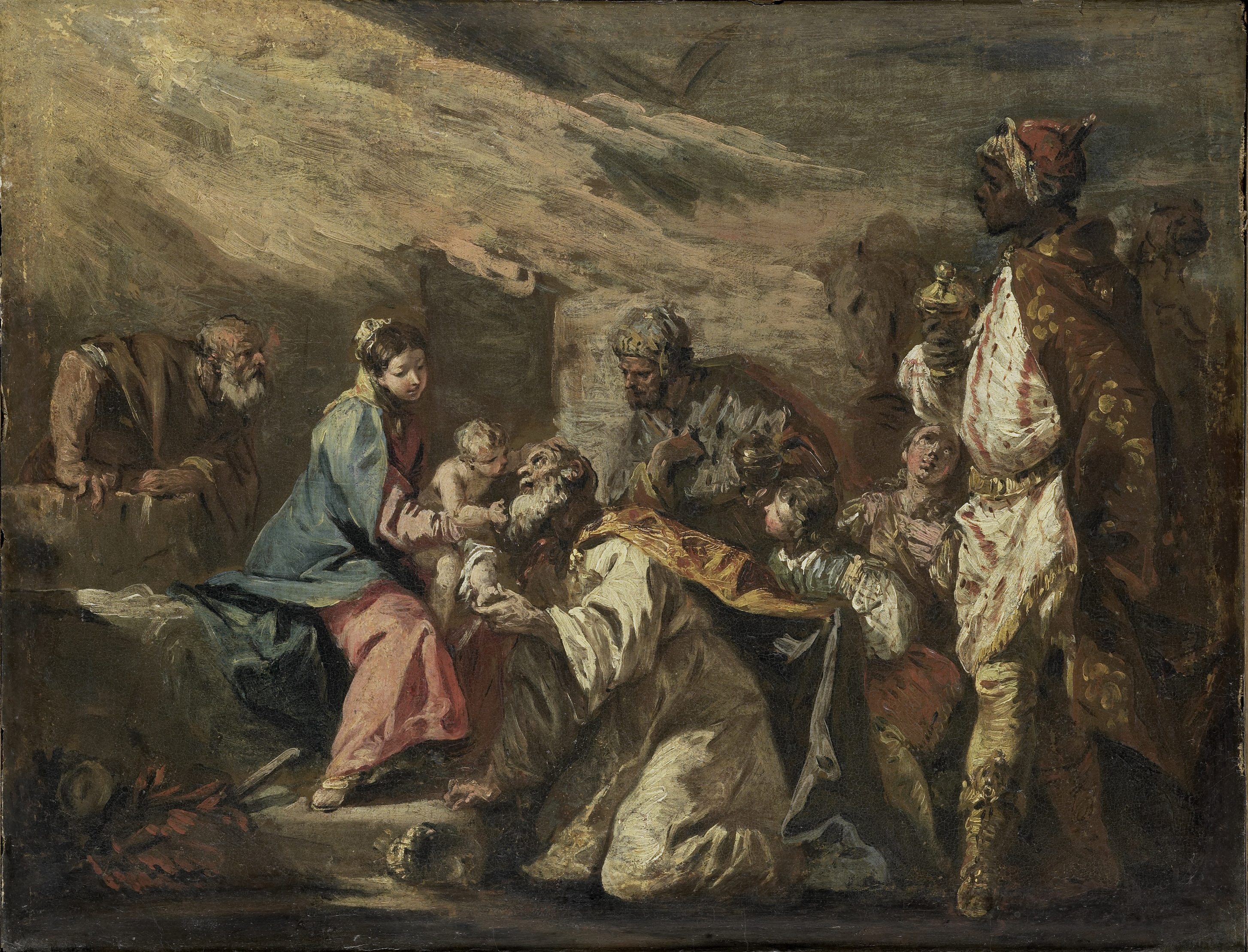
Гаспаро Діциані, «Поклоніння волхвів»
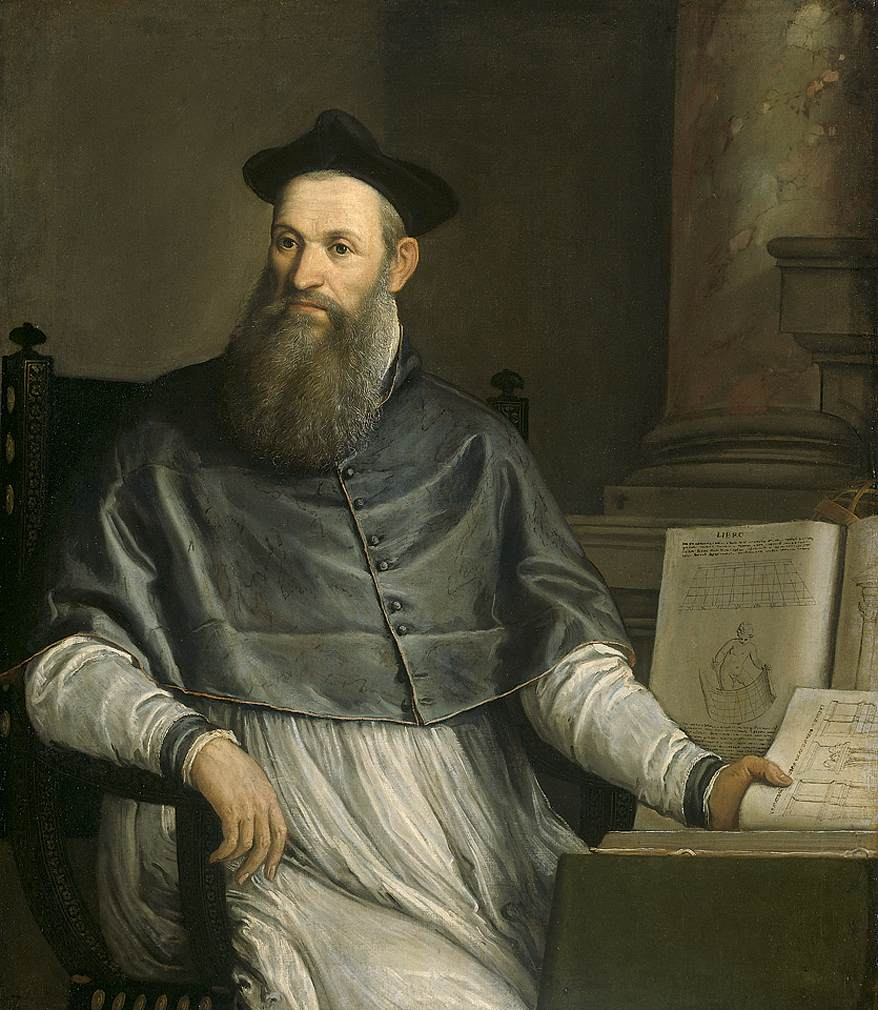
Паоло Веронезе, «Даніеле Барбаро»

### Гравюри Луки Лейденського

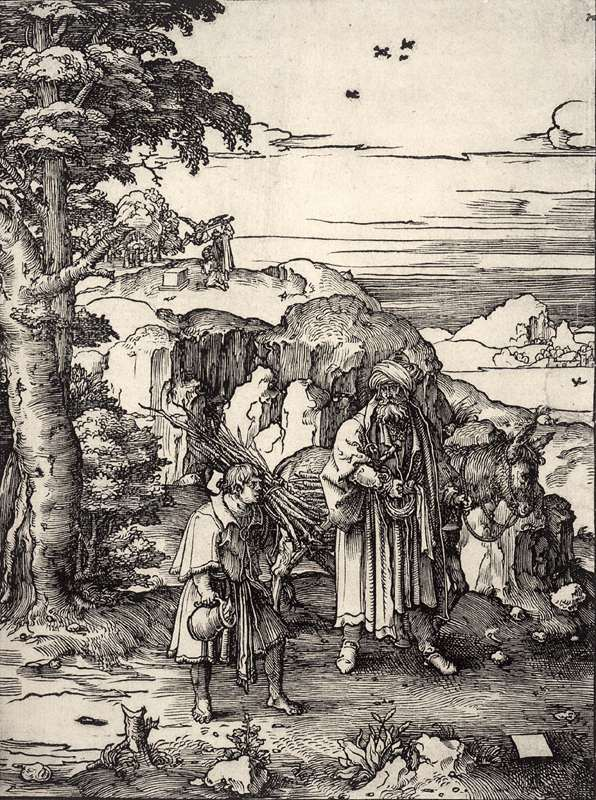
«Жертвоприношення Авраама», 1517 р.
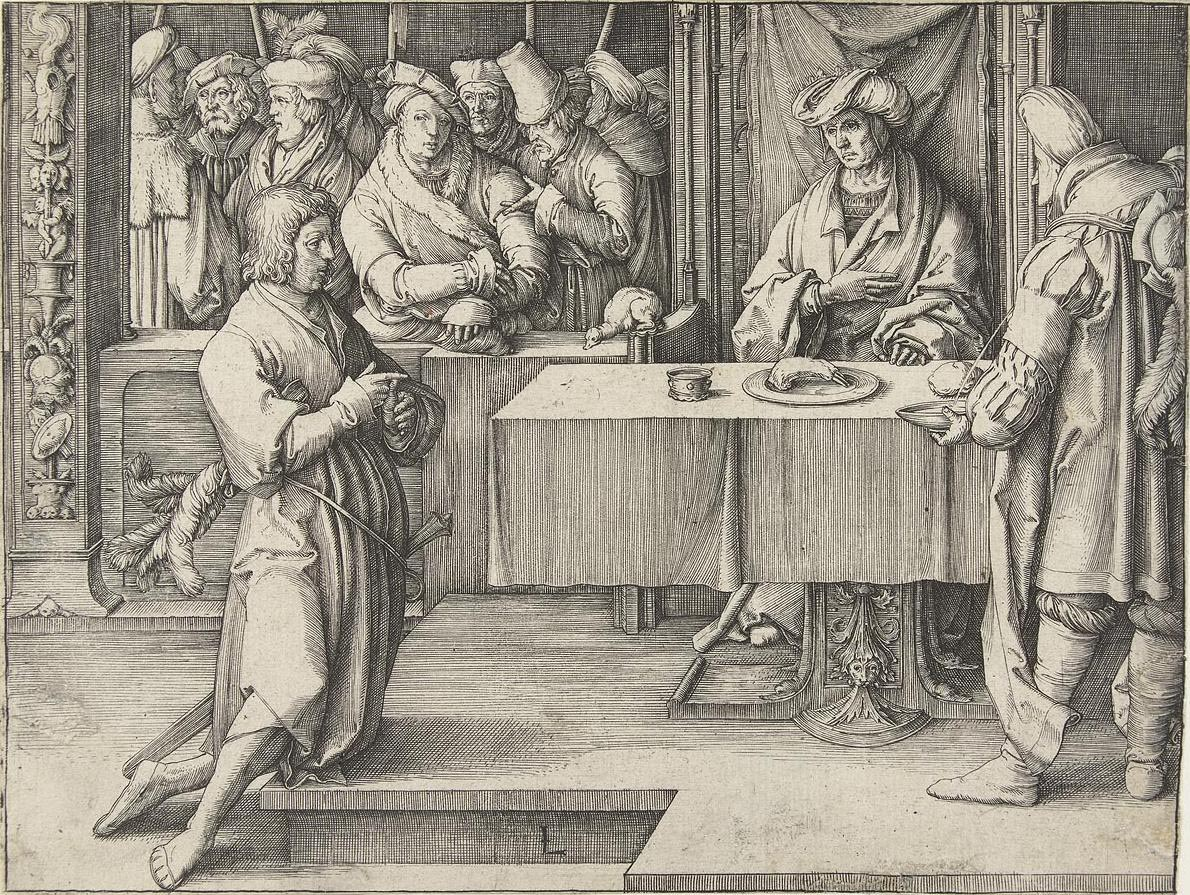
«Йосип Прекрасний тлумачить сни фараона», 1512 р.
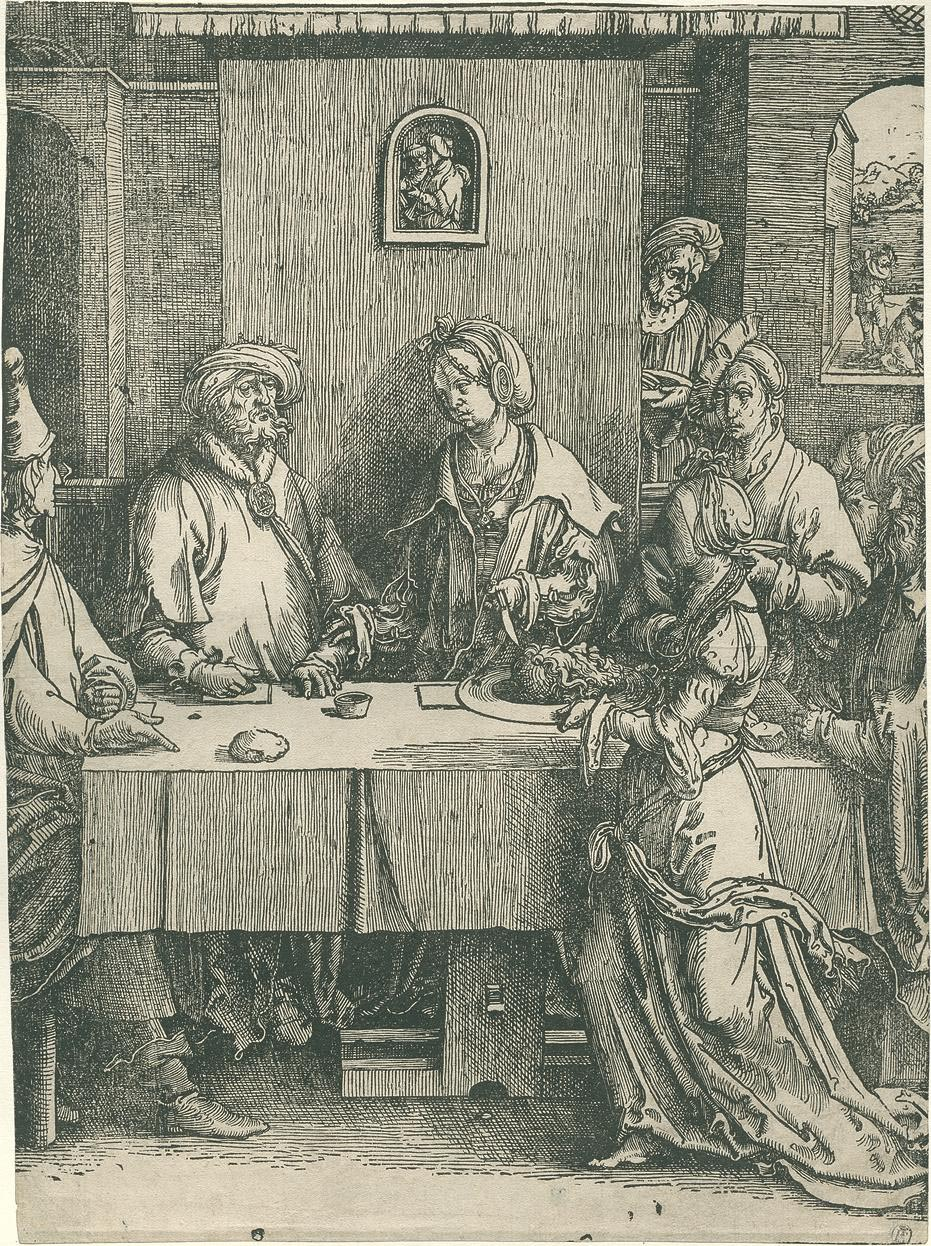
«Саломея з відтятою головою Івана Хрестителя», 1514 р.
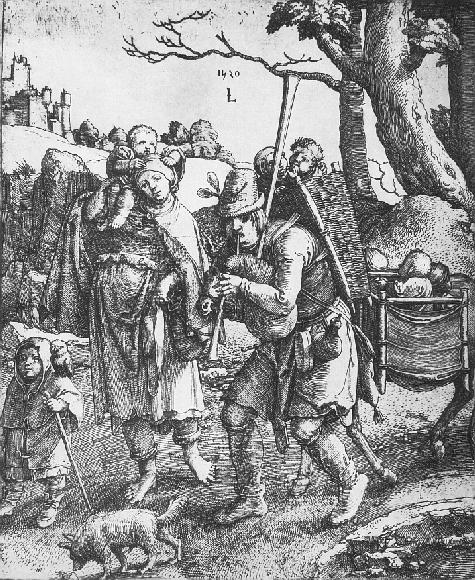
«Мандрівні жебраки», 1520 р.

### Колекція малюнків

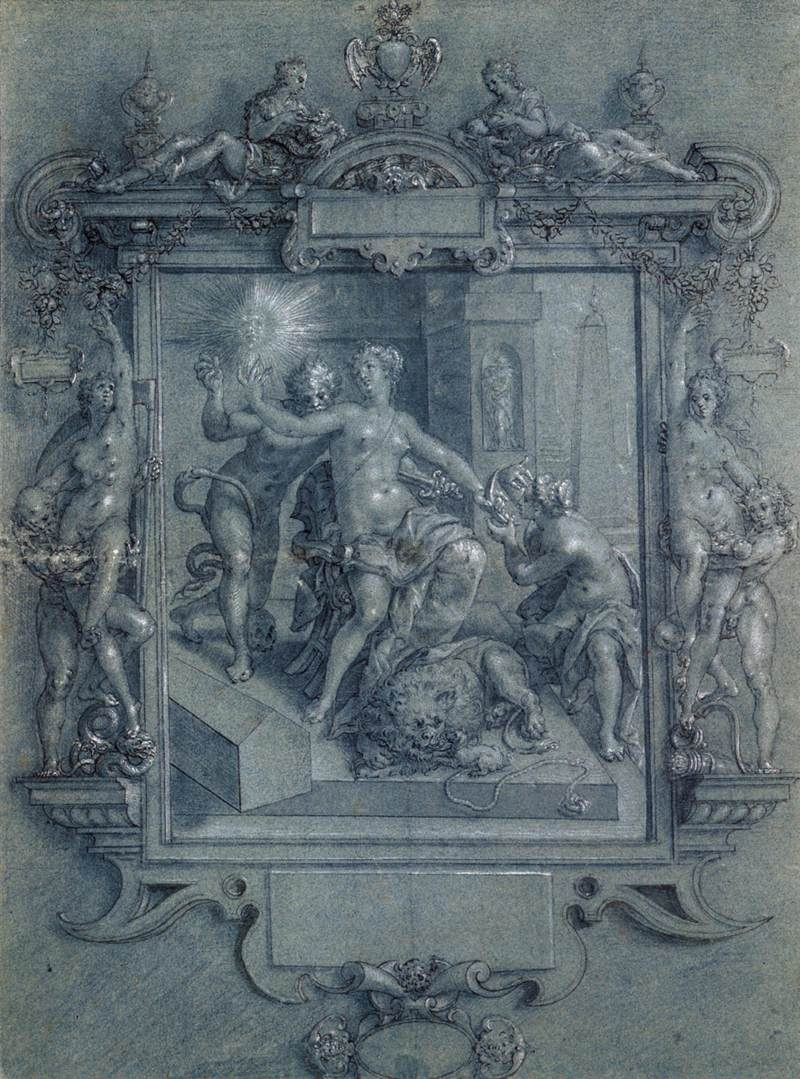
Корнеліс Кетель. «Алегорія Істини» (Дзеркало Істини), малюнок в маньєристичній рамі до композиції
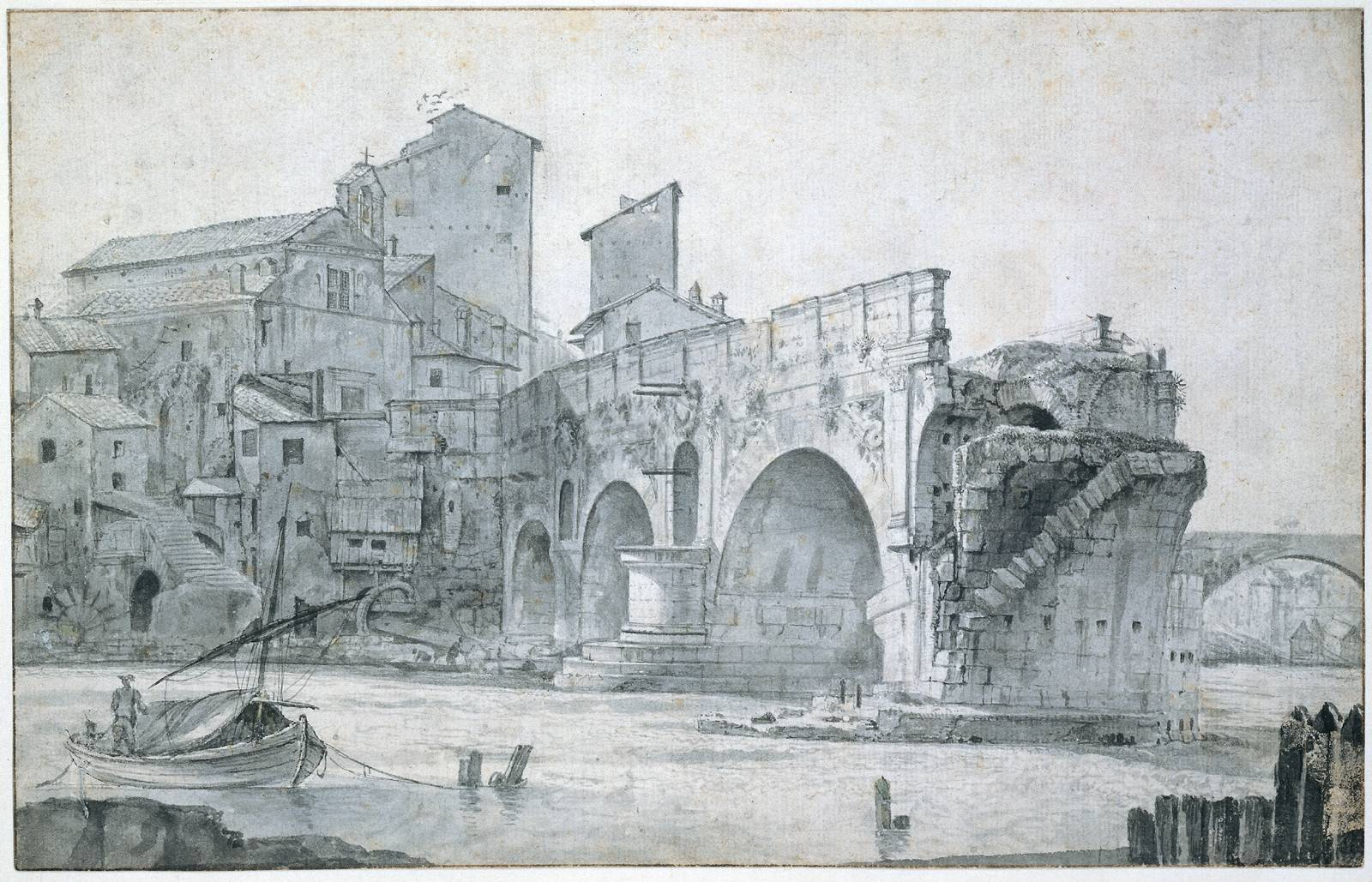
Ян Асселейн. «Понте Ротто у Трастевере», до 1645
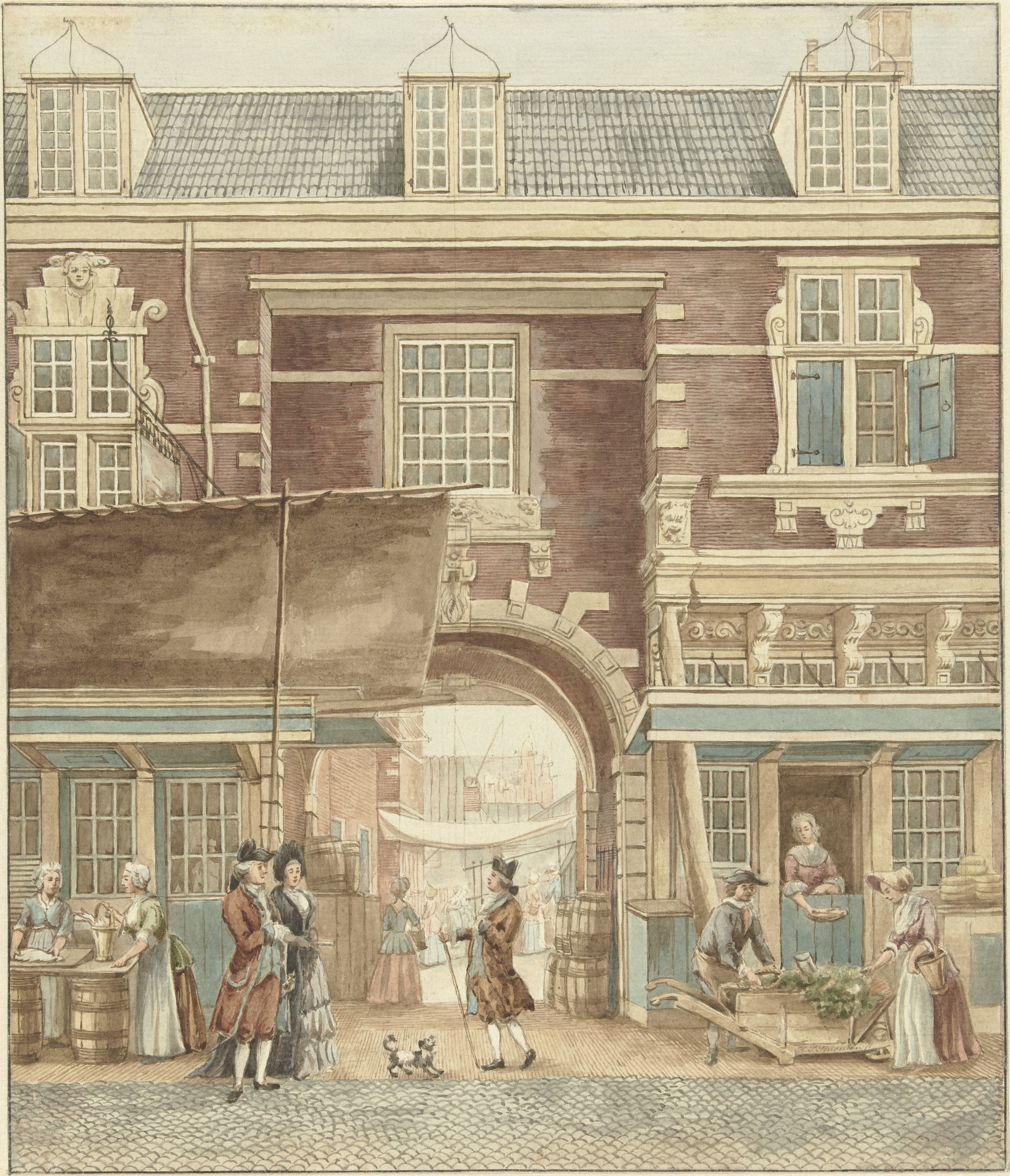
Герман Петрус Шутен. «Міська брама у Амстердамі», друга половина 18 ст.
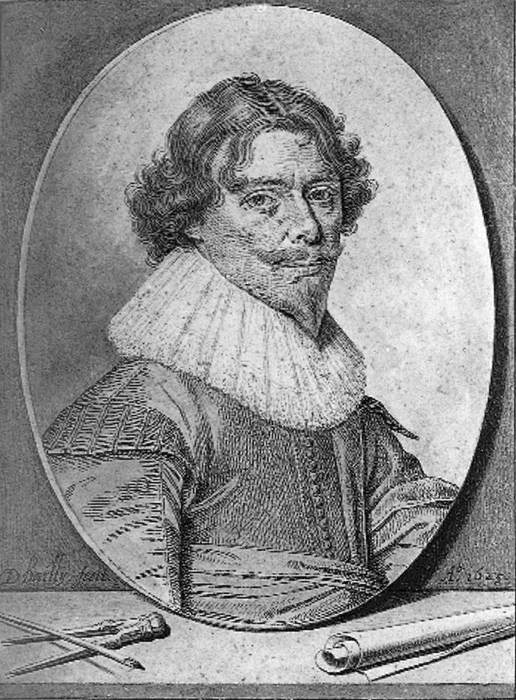
Девід Бейлі. «Автопортрет», 1625
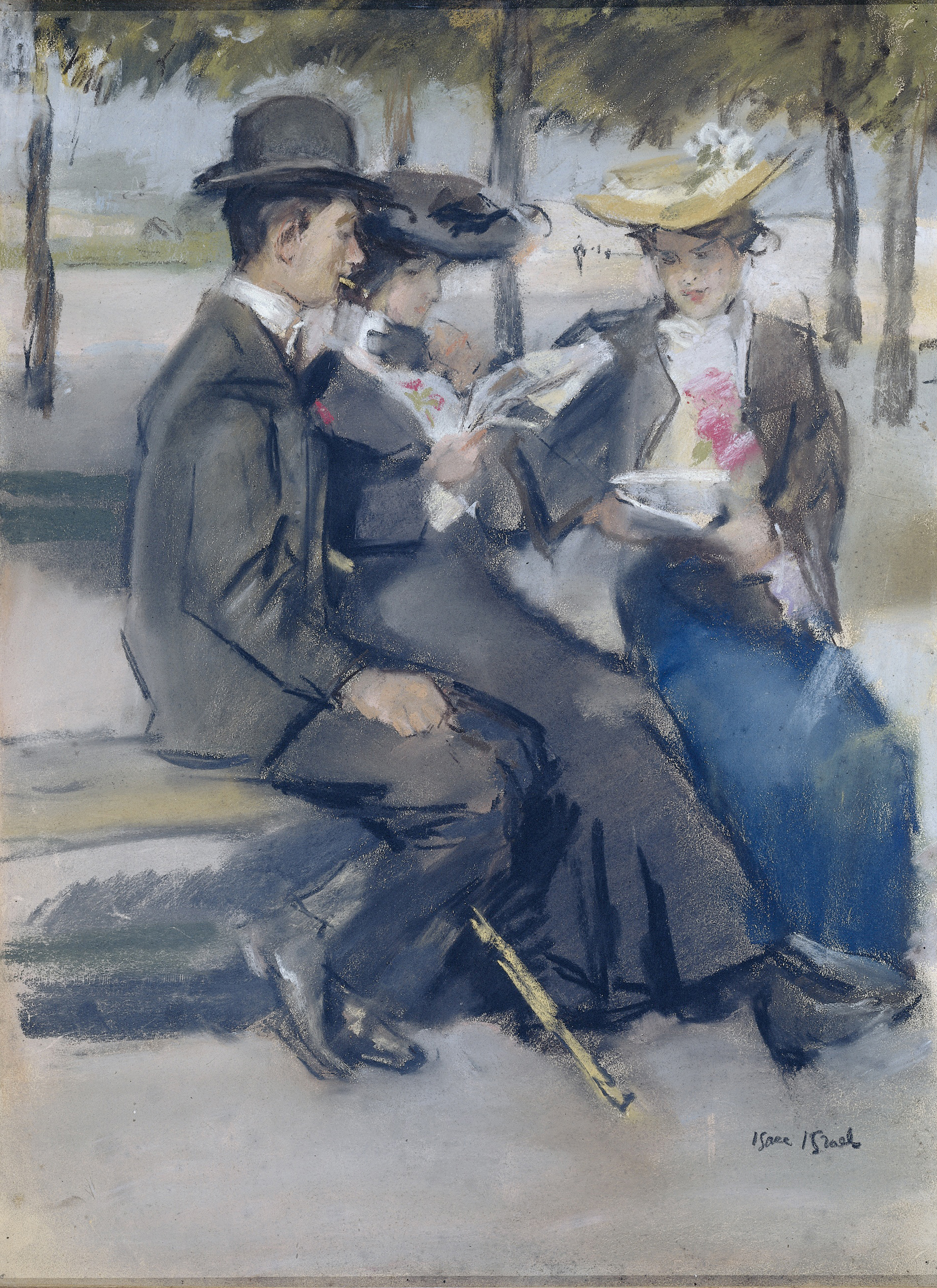
Ісак Ізраельс. «В Парижі». Пастель
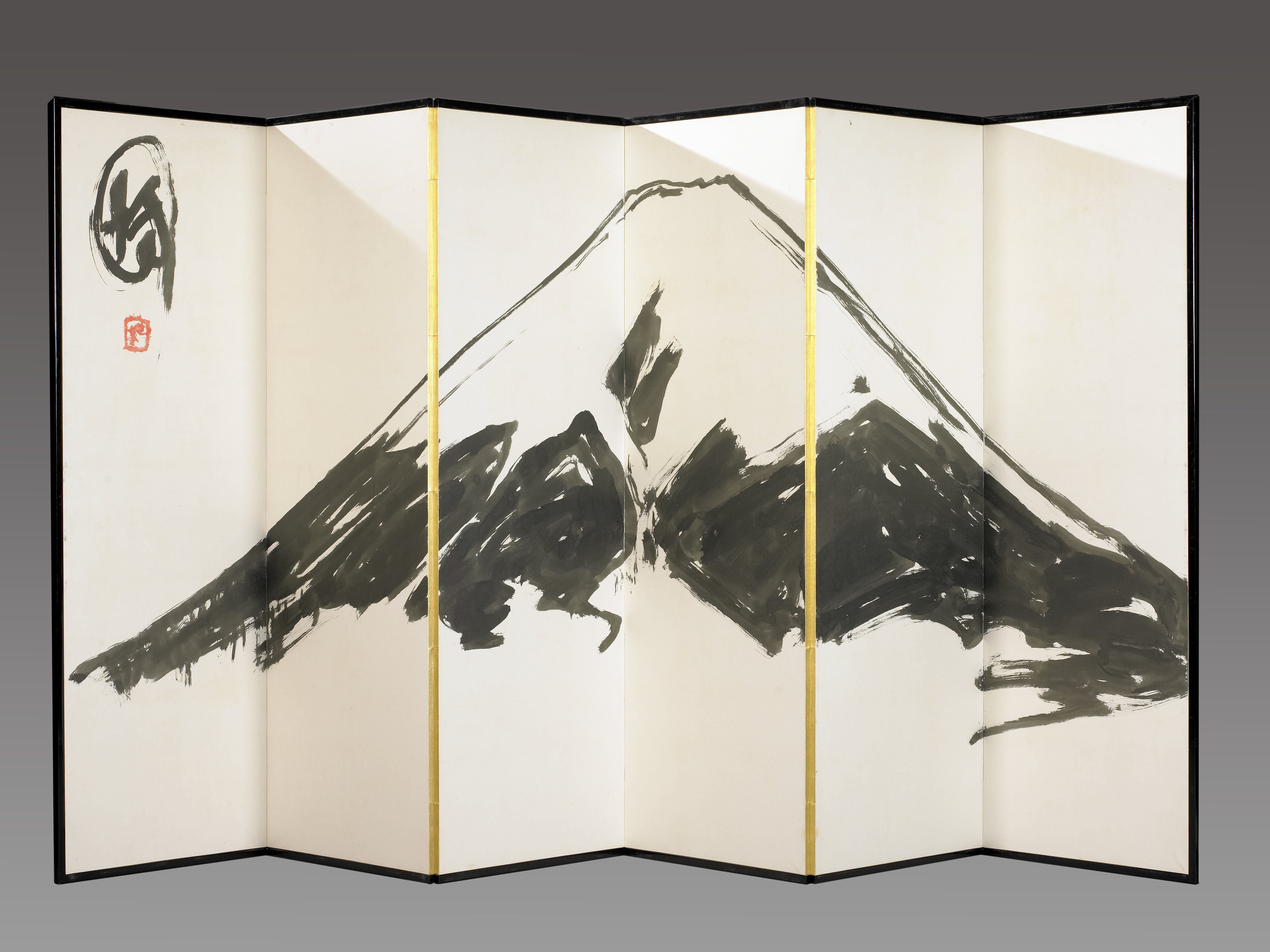
Хіросі Йосіда. Паломництво на гору Фудзі

### Портрети

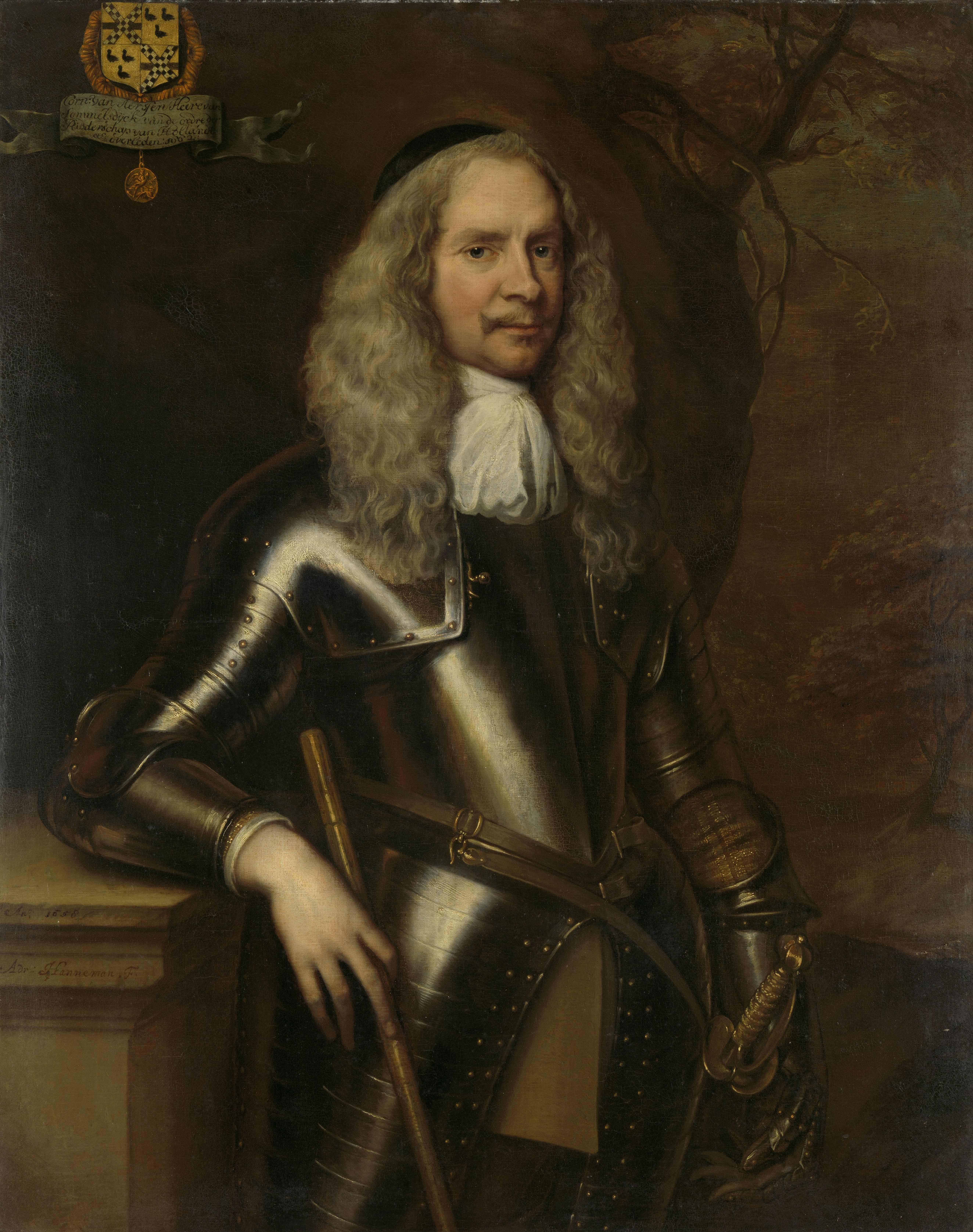
Худ. Адріан Ганнемен, портрет Корнеліса ван Ерсена, полковника кавалерії, 1658 рік.
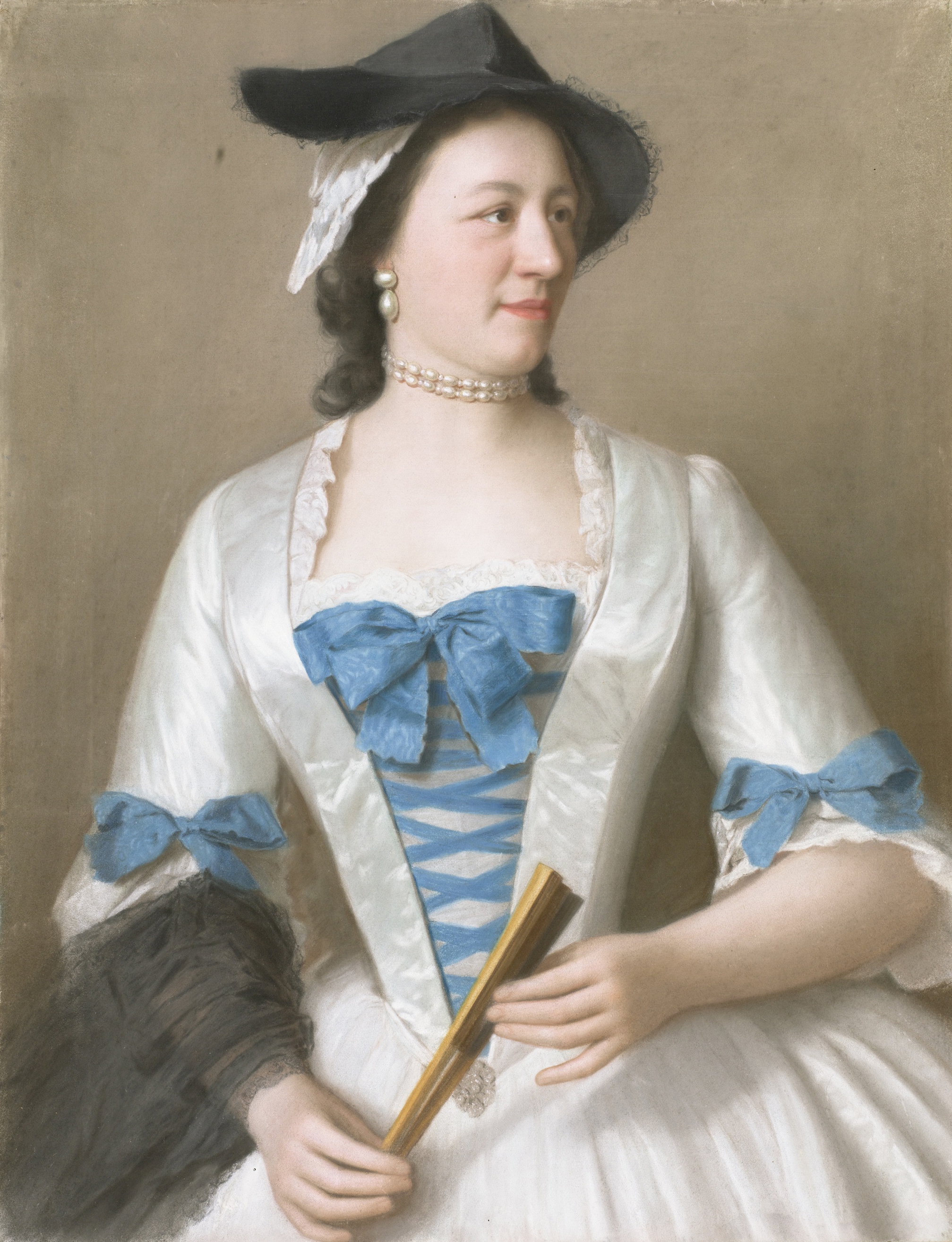
Жан Етьєн Ліотар. Портрет Жанни де Селон
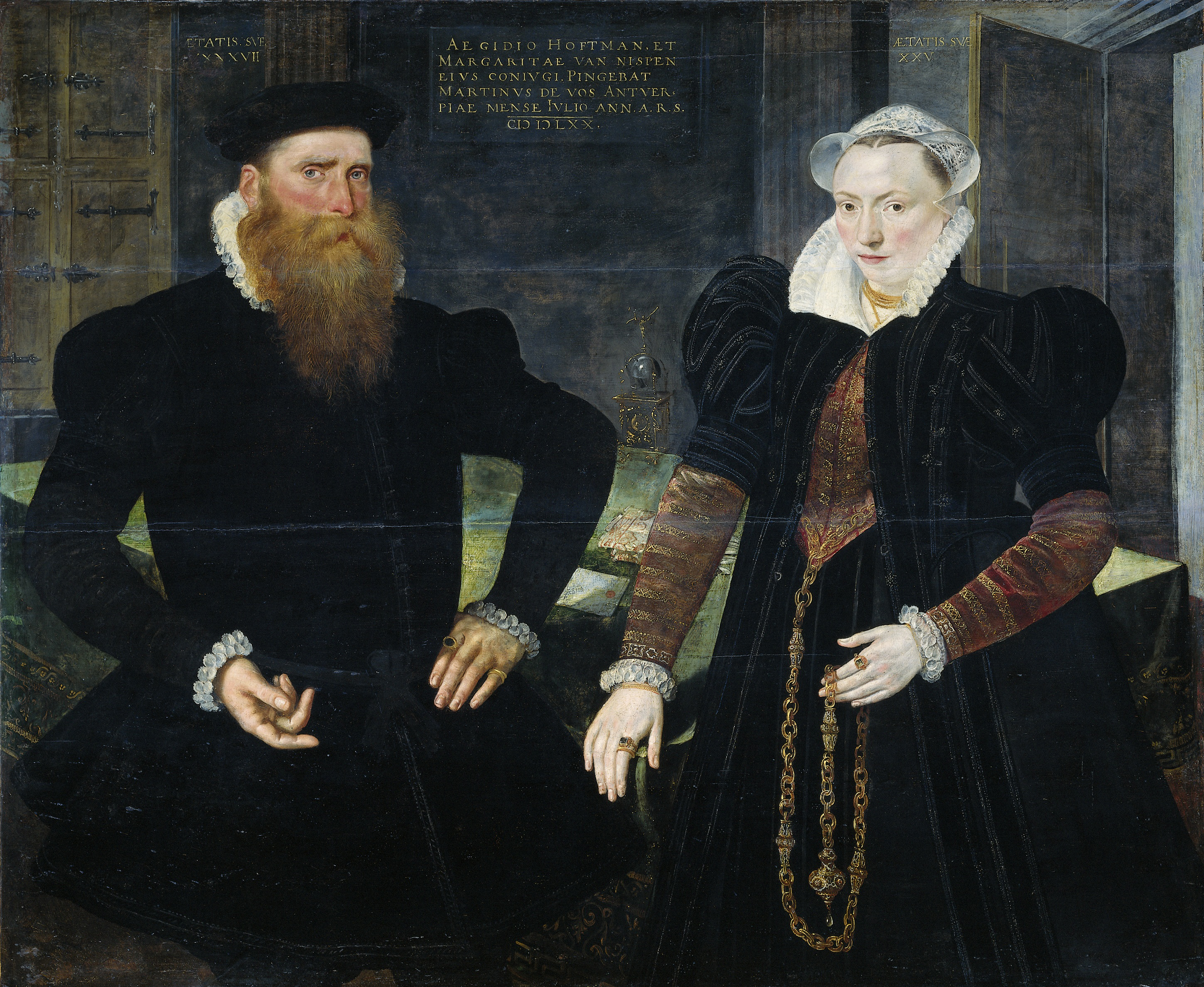
Худ.Мартен де Вос. Гілліс Гофман з дружиною Маргарет Ніспен, 1570 рік
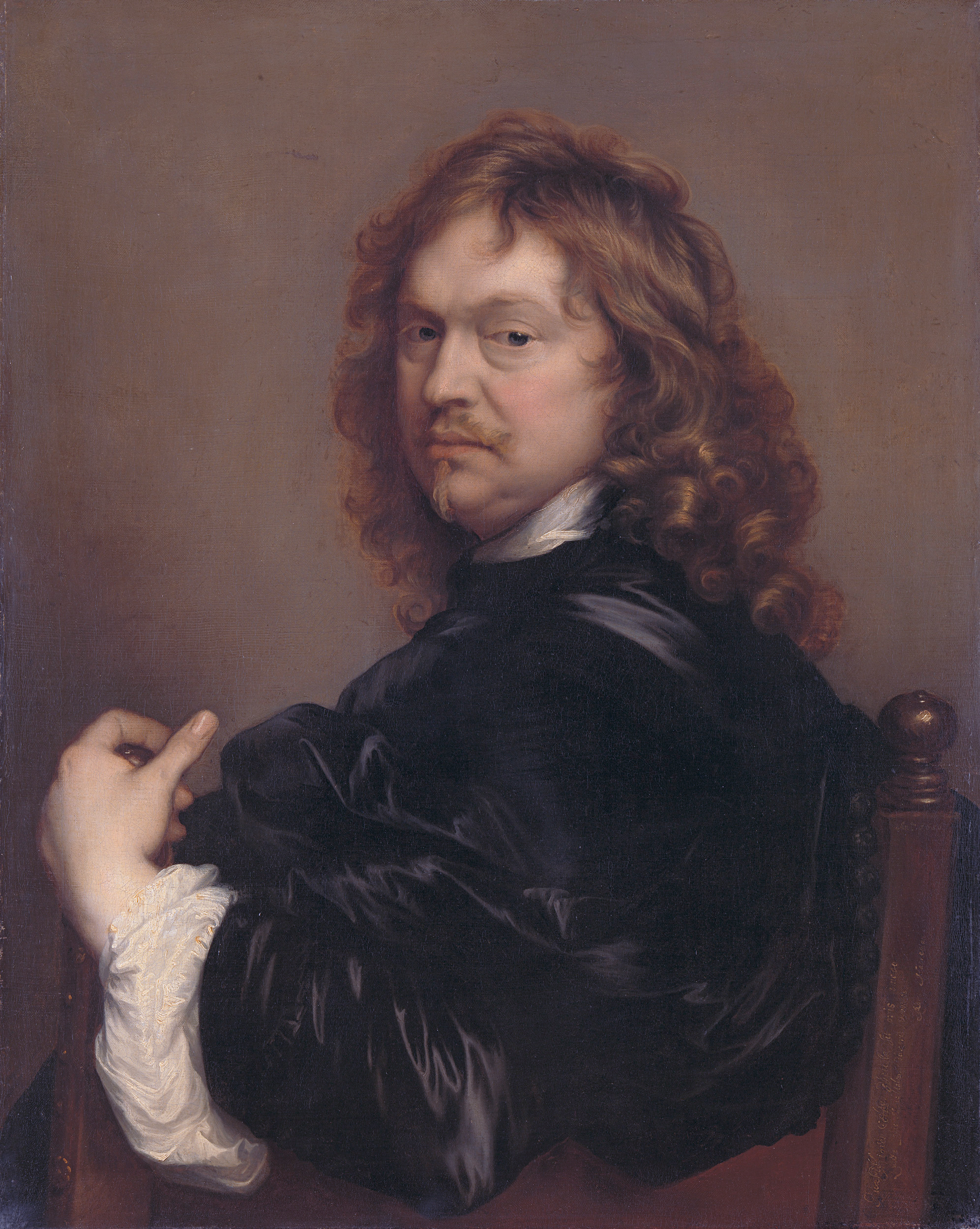
Худ. Адріан Ганнемен, автопортрет, 1656 рік.

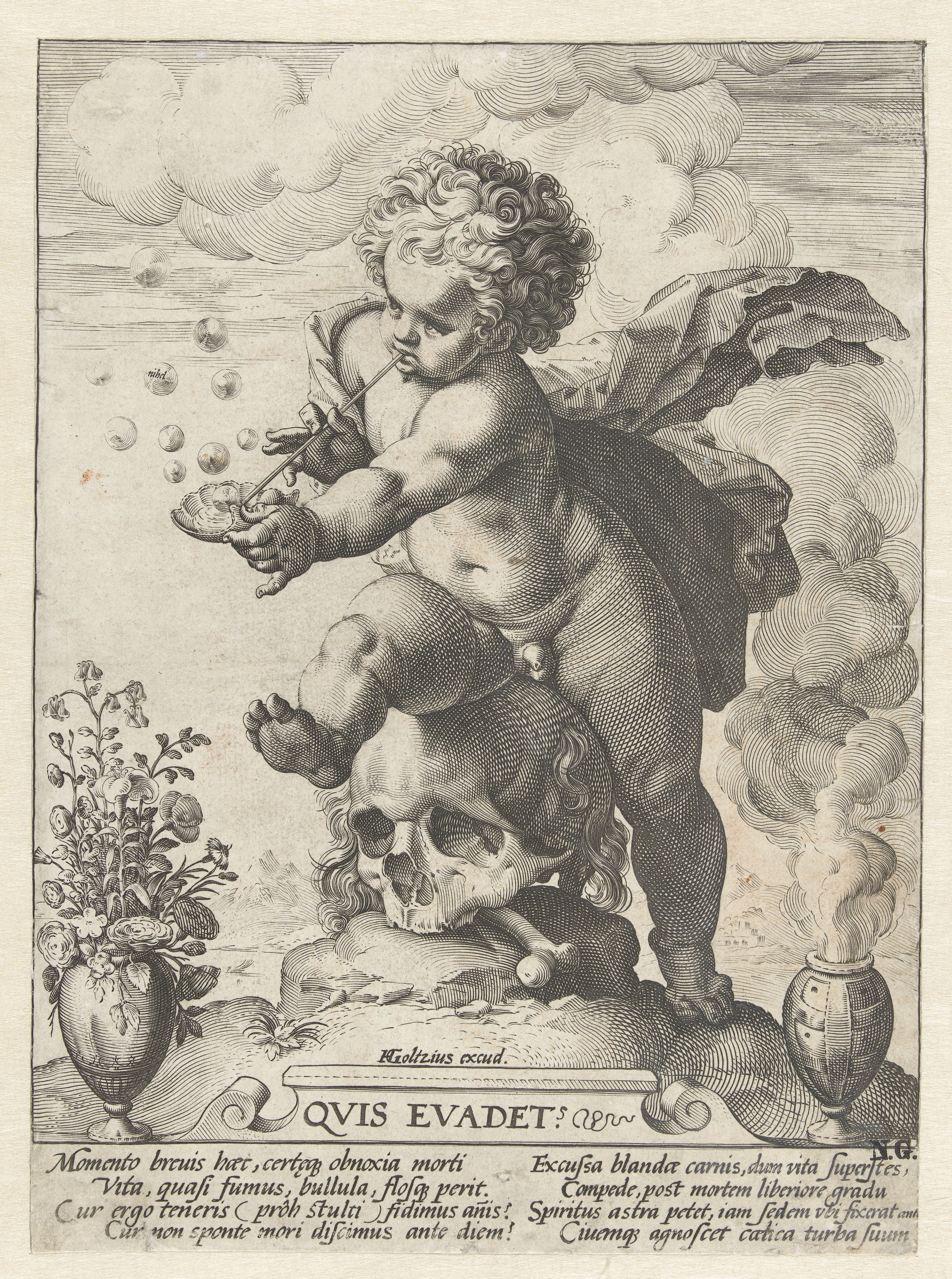
Гендрік Гольціус. «Людина як вразлива мильна бульбашка», 1590 р. Державний музей (Амстердам)

## Музей в популярній культурі
У Державному музеї розгортаються події сімейного фільму Аннемарі ван де Монд «Джекі та Опієн». Згідно з сюжетом на експозиції оживає жіночий персонаж відомого портрету Рембрандта.